# Pfarrkirche Liesing

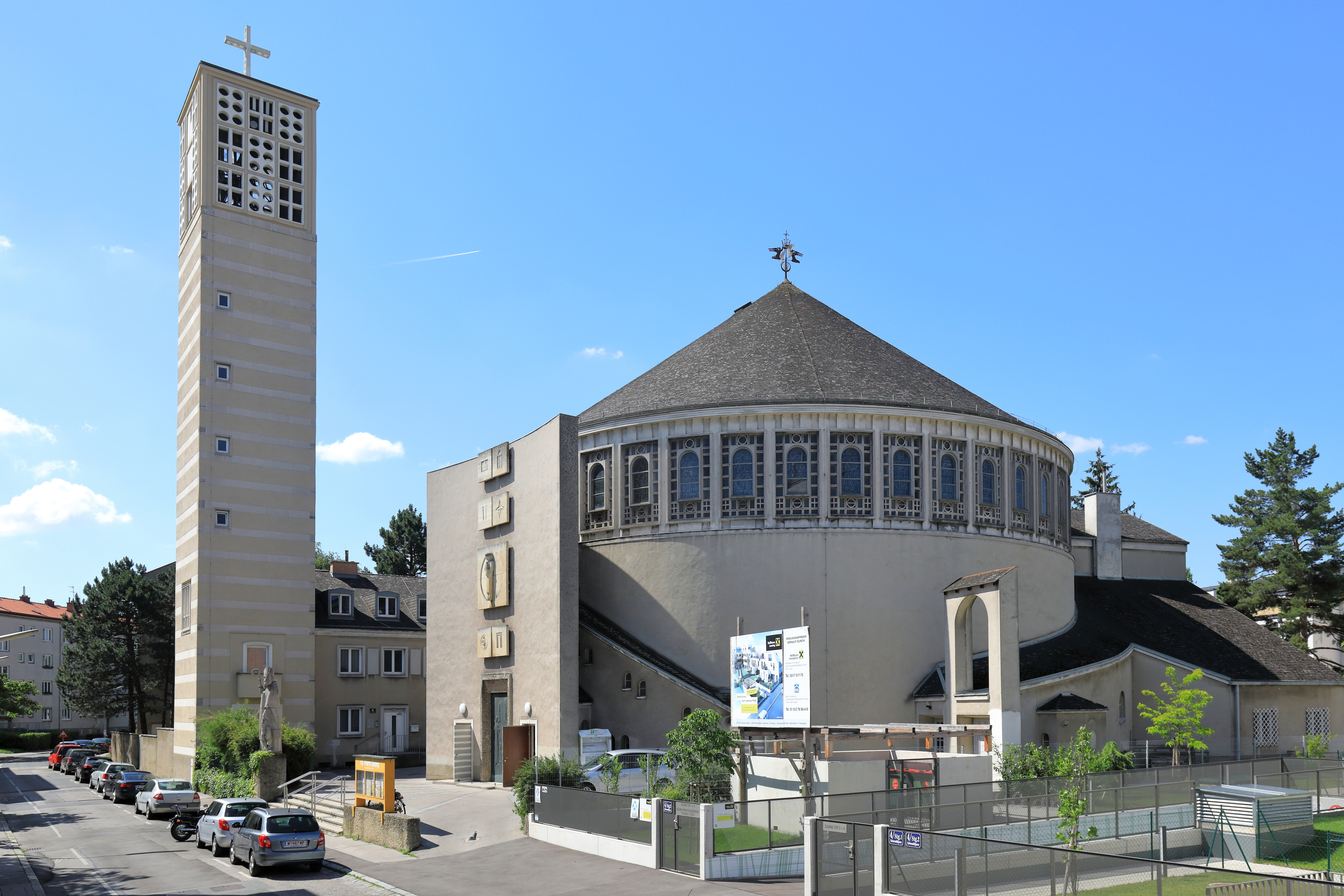
Pfarrkirche Liesing

Die Pfarrkirche Liesing ist eine römisch-katholische Pfarrkirche im 23. Wiener Gemeindebezirk Liesing und befindet sich in der Färbermühlgasse 6. Die Rundkirche ist das größte Gotteshaus im Stadtdekanat 23. Das von 1953 bis 1955 nach Plänen von Robert Kramreiter errichtete Gebäude ist Maria, Mutter der göttlichen Gnade sowie dem Patron der alten Kirche, dem heiligen Servatius, geweiht. Das Geläut der Pfarrkirche besteht aus vier Glocken, die sich im 38 Meter hohen, von der Kirche abgerückten Turm befinden. Die Kirche ist die Pfarrkirche der Pfarre Liesing, heute Teil des Pfarrverbands „KaRoLieBe“ (Kalksburg, Rodaun, Liesing, [Rodaun-]Bergkirche). 

## Geschichte

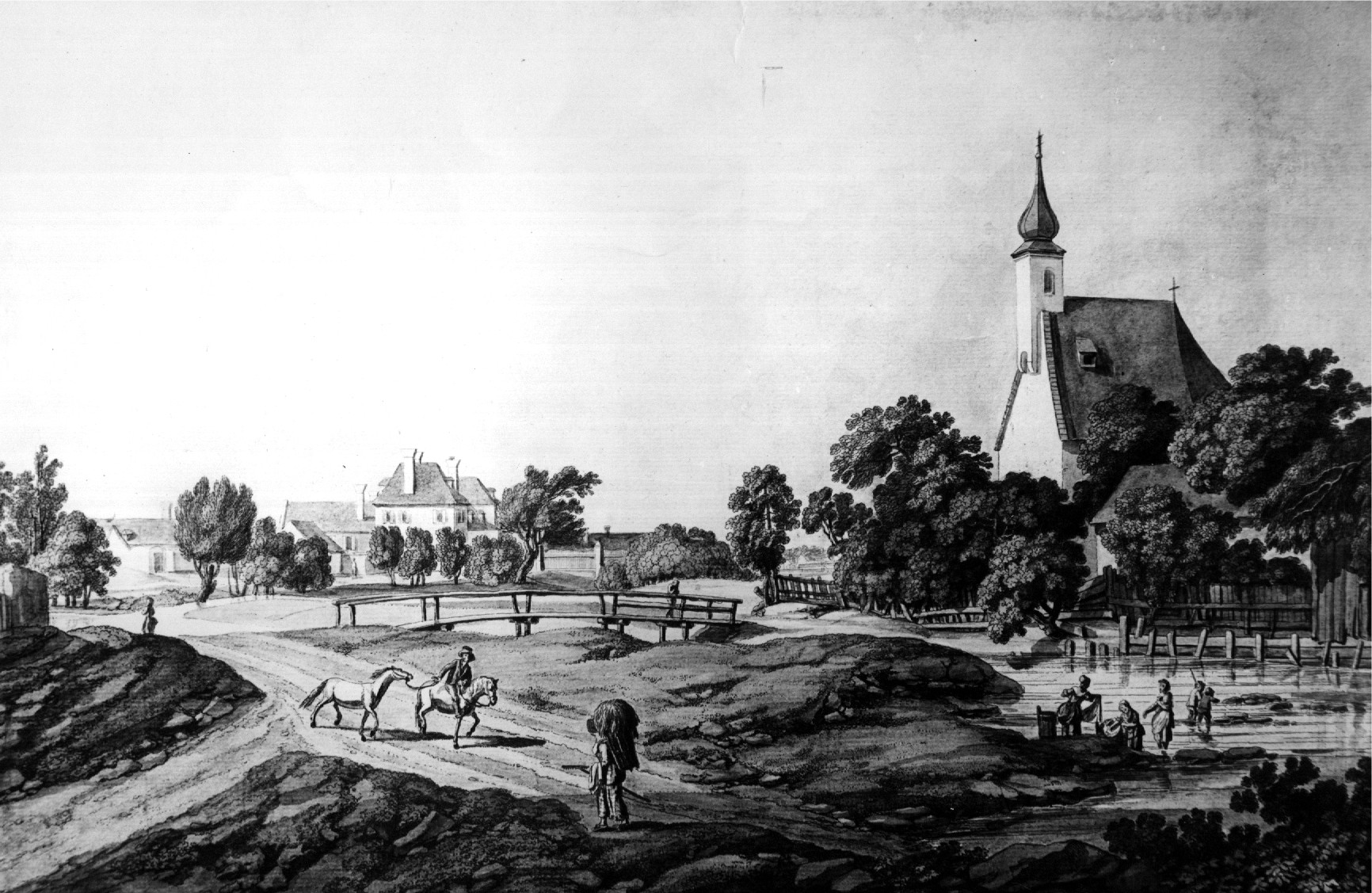
Servatiuskirche um 1800 von Laurenz Janscha

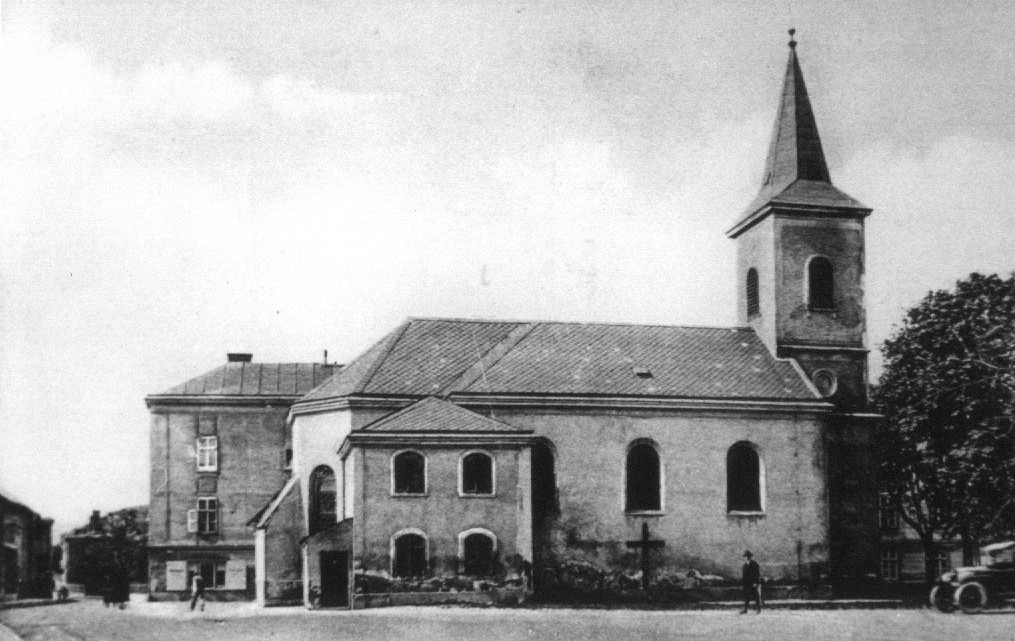
Servatiuskirche um 1930

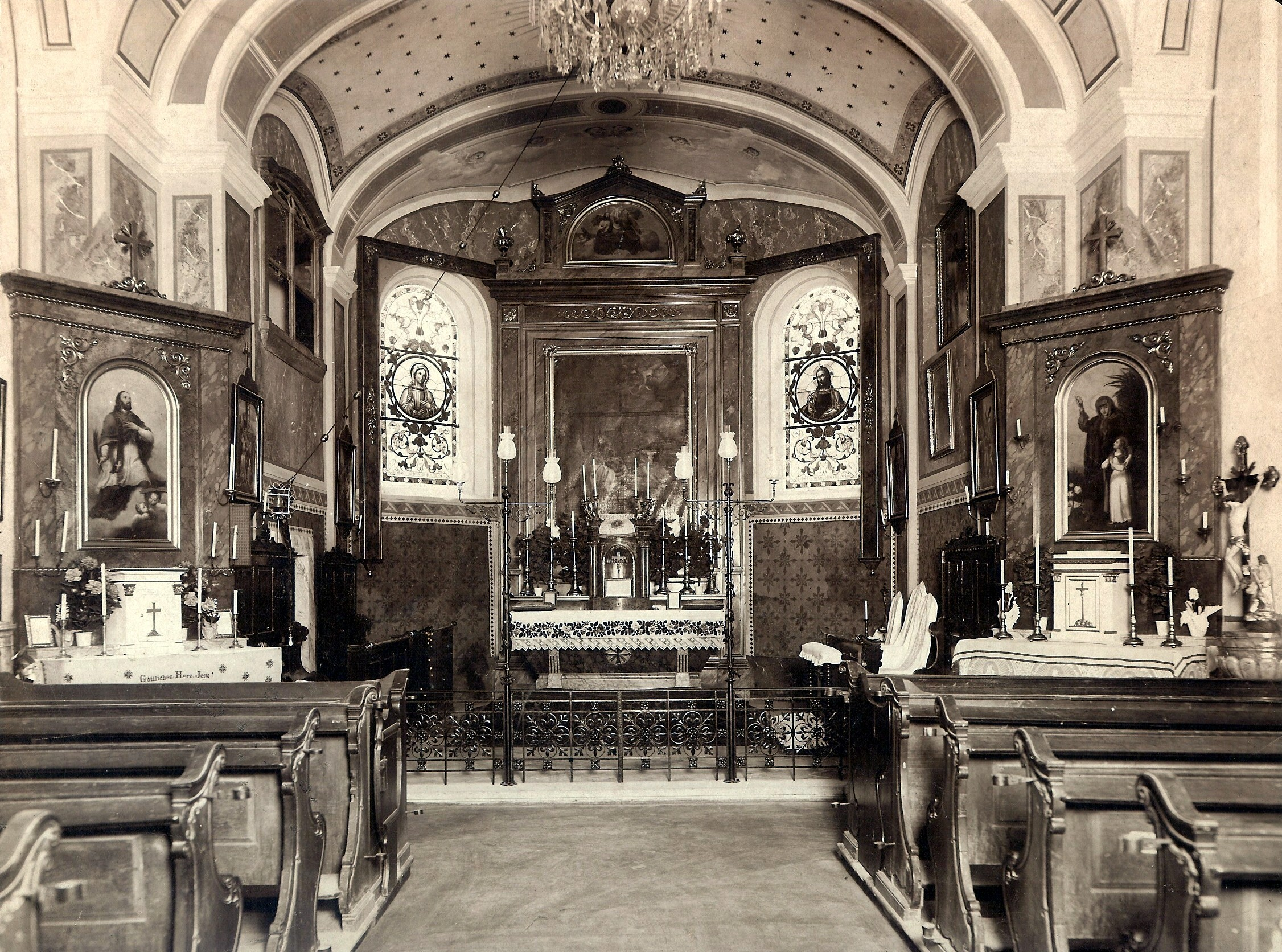
Innenraum der alten Servatiuskirche

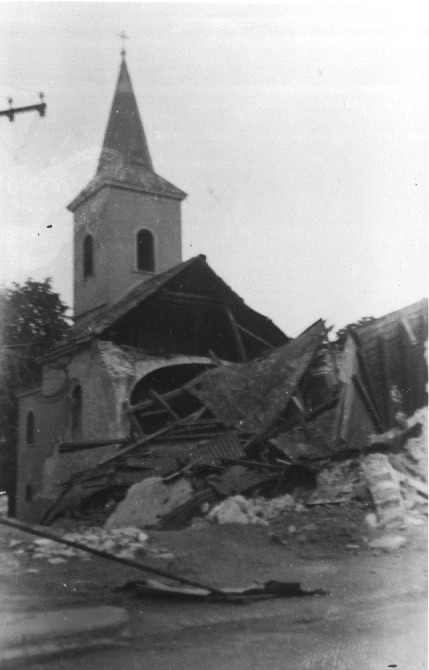
Die zerstörte Servatiuskirche

Die alte Liesinger Servatiuskirche befand sich in Unterliesing am Liesingbach (heute Ecke Rudolf-Waisenhorn-Gasse/Seybelgasse).
Die Gründung des ersten Gotteshauses geht auf Herzog Albrecht V. zurück. Seine Schenkung ermöglichte 1432 den Bau der Servati-Kapelle, die 1446 durch Bischof Sigmund von Salona geweiht und der Pfarre Atzgersdorf unterstellt wurde. Bei den Wiener Türkenbelagerungen 1529 und 1683 wurde die Kirche zerstört und danach jeweils wieder aufgebaut. Im Jahre 1784 wurde das Pfarramt Liesing errichtet und die Servati-Kapelle zur Pfarrkirche erhoben. Im 19. Jahrhundert erfolgten mehrere Renovierungen (um 1818 sowie um 1888). Am 24. Jänner 1849 deckte ein verheerender Sturm das Kirchendach ab und brachte den hölzernen Kirchturm zum Einsturz. Beim Wiederaufbau im Jahr 1850 wurde die Kirche zum letzten Mal erweitert und erhielt ihre endgültige Größe. Damals entstand auch der 24,7 Meter hohe steinerne Turm.
Anlässlich des 50. Regierungsjubiläums von Kaiser Franz Joseph I. gründete der Gemeindeausschuss in Liesing am 17. Juni 1898 einen Kirchenbaufonds. Ziel war die Errichtung einer neuen Kirche in Liesing. Die vorhandene Kirche war für die stark angewachsene Bevölkerung längst zu klein geworden. Da der Platz der Kirche für einen vergrößerten Neubau zu klein war und zu weit vom Stadtzentrum Liesings entfernt lag, wurde ein neuer Bauplatz gesucht. Es blieb aber weiterhin nur bei Renovierungen (1900 bis 1902 sowie 1933). Anfang 1937 gab es eine Einigung mit der Stadt Liesing und so wurde die Widmung eines neuen Bauplatzes in der Breitenfurter Straße 358 vollzogen; dafür sollte der Platz der alten Kirche nach deren Abbruch in den Besitz der Gemeinde übergehen. Doch nach der Eingemeindung von Liesing widerrief die Stadt Wien die Zusage und man suchte erneut einen Bauplatz.
Am 29. Mai 1944 wurde die Servatiuskirche durch einen Bombentreffer völlig zerstört, dabei haben nur die damals einzige Glocke und das Marienbild die Zerstörung heil überstanden. Sie befinden sich in der heutigen Pfarrkirche. 1988 suchte der Wiener Stadtarchäologe Ortolf Harl über die Zeitung Hobbyarchäologen für die Freilegung der Grundmauern. Unter der Woche halfen ihm Soldaten des Fernmeldebataillons 1 aus der Maria-Theresien-Kaserne bei den Grabungen. Nach Beendigung der Ausgrabungen markieren nun Rosenbüsche den Verlauf der alten Kirchenmauern und ein Hinweisschild verweist auf die alte Dorfkirche.
Die letzte Servatiuskirche war eine schlichte Dorfkirche. Das Hochaltarbild stellte die Geburt Christi dar, links und rechts davon befanden sich zwei Fenster, eines mit dem Medaillon Christus, das andere mit Heilige Maria. Der Altarraum wurde mit einem eisernen Speisegitter abgeschlossen. Im Kirchenschiff gab es weitere Fenster mit Medaillons zu den Themen Maria Opferung, Heiliger Anton von Padua, Heiliger Josef und Heiliger Franz von Sales. Die Seitenaltäre waren der Heiligen Anna und dem Heiligen Judas Thaddäus geweiht. An der Außenseite befand sich im Osten eine kleine Johanneskapelle.
Kurz nach der Zerstörung wurden die Gottesdienste in der Kapelle des Geriatriezentrums und in der evangelischen Kirche gefeiert. Ab 1946 diente der ehemalige Tanzsaal des Gasthauses Zott (Josefinensaal), danach das Gusenbauer (Ecke Breitenfurter Straße/Dirmhirngasse/Schartlgasse) als Notgottesdienststätte.
Nach dem Krieg wurden verschiedene Projekte mit der Bezirksvorstehung besprochen, aber keines kam zur Durchführung. „In dieser ausweglosen Notlage nahm die christliche Bevölkerung Liesings ihre Zuflucht zu Maria und gelobte: das neue Gotteshaus ihr als ‚Maria, Mittlerin der Gnaden‘ vertrauensvoll zu weihen, wenn sie durch ihre Fürbitte helfe.“ Am 9. November 1951 wurde schließlich von der Erzdiözese Wien der Baugrund für die spätere Pfarrkirche angekauft. Am 22. September 1952 bewilligte Erzbischof-Koadjutor Franz Jachym den Bau. Die Planung und Bauleitung wurde dem Architekten Robert Kramreiter übertragen. Nach langen Verhandlungen konnte am 25. März 1953 der erste Spatenstich für den Bau vorgenommen werden. Am 12. September des gleichen Jahres wurde von Erzbischof-Koadjutor Franz Jachym der Grundstein gesegnet, am 11. Dezember war der Tag der Gleichenfeier.
Am 19. und 20. Mai 1955 wurde die Kirche von Koadjutor Franz Jachym auf den Namen Maria, Mutter der Göttlichen Gnade geweiht, der Heilige Servatius wurde zweiter Kirchenpatron. Wenige Monate vorher, am 5. November 1954, wurde in Liesing die erste Elektroorgel auf österreichischem Boden gesegnet. Am 16. Juni 1957 wurde der Kreuzweg feierlich übergeben. 1958 wurden drei Glocken der Kirche von der Glockengießerei St. Florian gegossen, die alte Märtyrer-Glocke (von 1865) der Glockengießerei Hilzer wurde dazugestimmt. Am 22. März 1959 wurden die Glocken von Dompfarrer Kanonikus Karl Raphael Dorr geweiht und in den Turm aufgezogen.

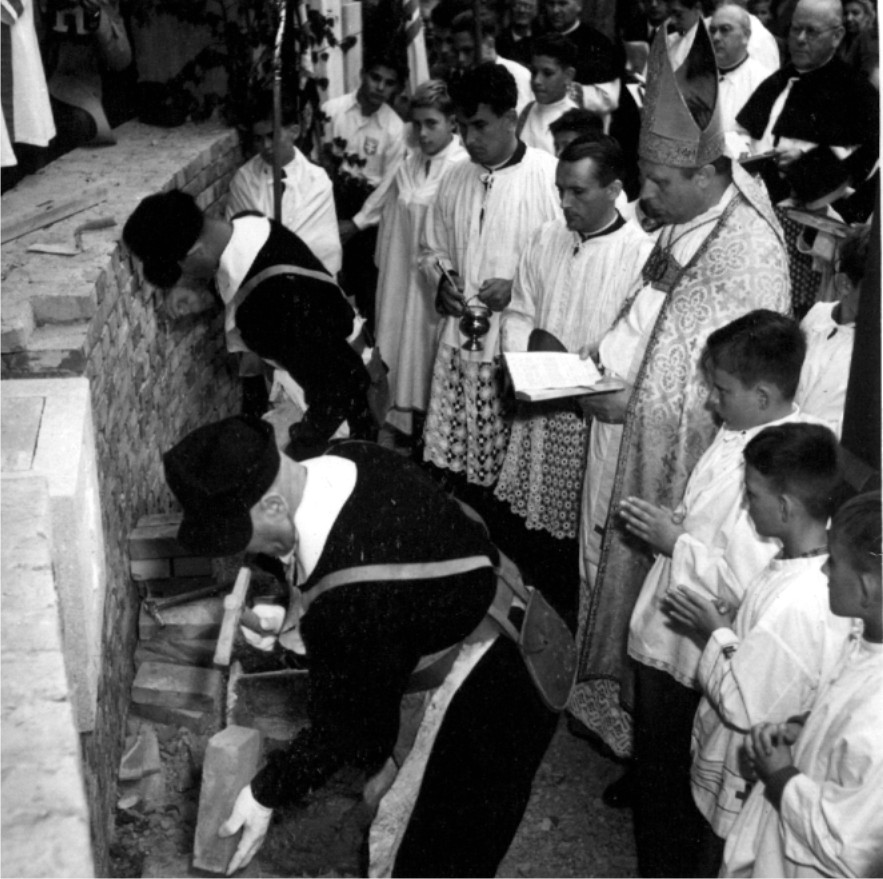
Grundsteinsegnung am 12. September 1953
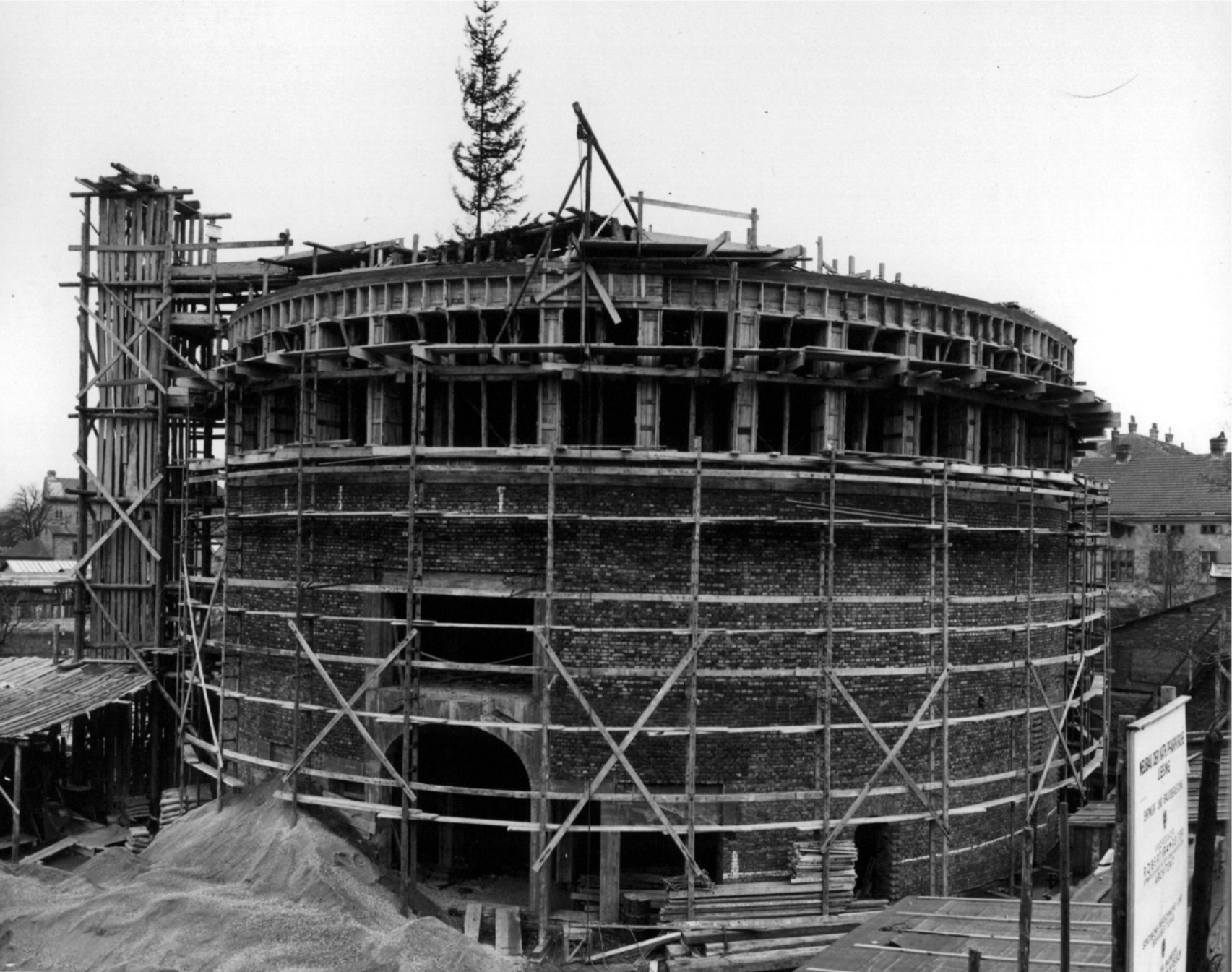
Gleichenfeier am 11. Dezember 1953
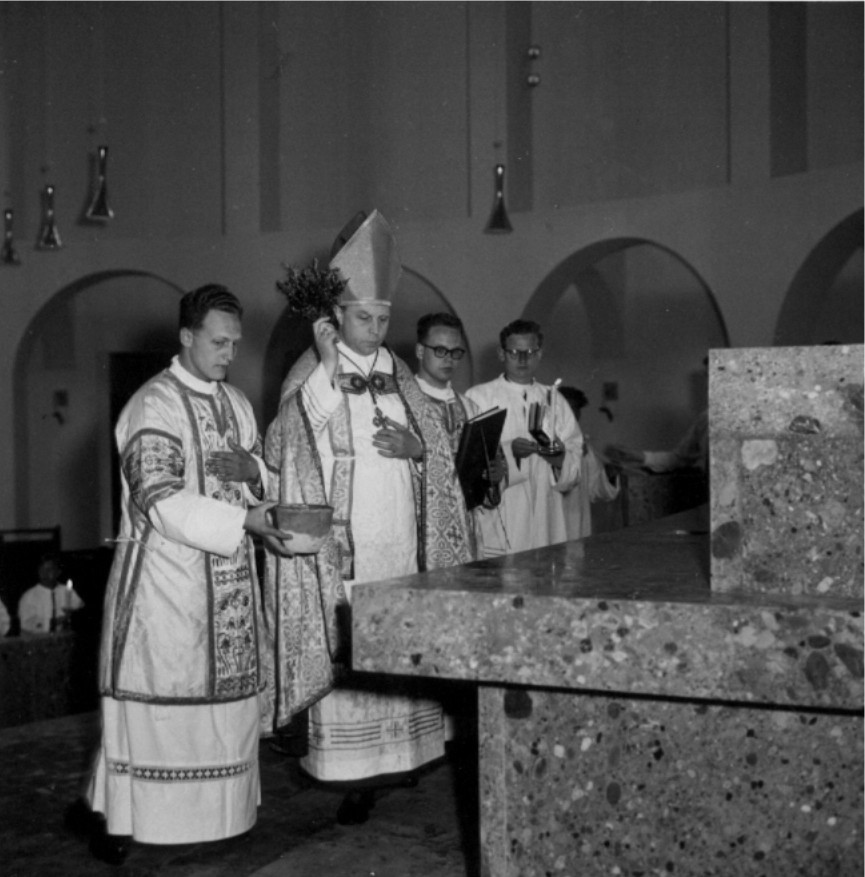
Kirchenweihe am 19., 20. Mai 1955
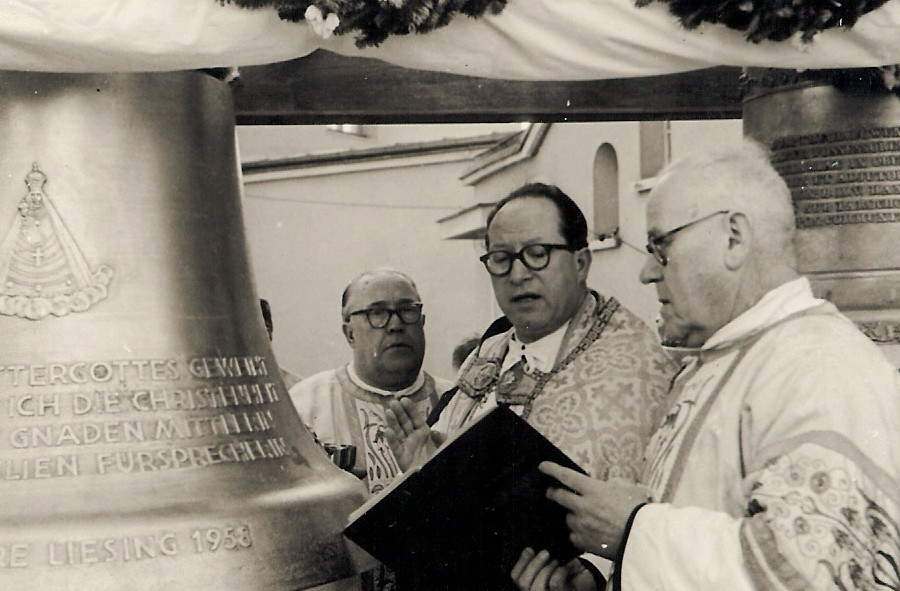
Glockenweihe am 22. März 1959

## Das Äußere
Vor der Kirche steht die aus Kunststein gehauene überlebensgroße Statue des Heiligen Servatius. Sie ist ein Werk von Adolf Treberer-Treberspurg.
Eine große Portalwand hat die Aufgabe, den runden Körper des Kirchenraumes etwas zu gliedern und die beiden Aufgänge zur „Laienempore“ abzudecken, unter denen ein Beichtstuhl und ein Aussprachezimmer untergebracht sind. Die Wand schafft auch Platz für den Vorraum.
Der Bildhauer Josef Pillhofer gestaltete die Figuren. Es ist Maria mit dem Kind vor der Sonnenscheibe dargestellt, dazu sechs Steine mit Symbolen aus der „Lauretanischen Litanei“: Du Sitz der Weisheit (Mond), du elfenbeinerner Turm, du kostbarer Kelch, du Morgenstern, du geheimnisvolle Rose, du Pforte des Himmels. Das Mitteltor der Kirche ist eine Arbeit von Paul Peschke aus Lärchenholz und stellt – in Kupfer getrieben – die Erzengel Michael (mit Schwert) und Gabriel (mit der Schlange) dar. Beide stehen in besonderer Beziehung zum Geheimnis der Menschwerdung Christi und damit zu Maria. Andererseits bezeichnet der Ritus der Kirchenweihe die Engel als Wächter des Gotteshauses. Das Giebelzeichen der Kirche stellt vier Engel dar, die eine Krone tragen. Dieses Werk stammt von Hans Knesl.
Der Turm der Pfarrkirche ist wie ein italienischer Campanile von der Kirche abgerückt, er ist 38 Meter hoch und hat eine sehr hohe Glockenstube. Im Turm befinden sich vier Glocken: die 1.175 kg schwere Dreifaltigkeits- oder Heldenglocke (Ton: es), die 714 kg schwere Muttergottes- oder Familienglocke (Ton: ges), die Märtyrerglocke, 293 kg (Ton: b) und die Schutzengel- oder Kingerglocke mit 208 kg (Ton: des). Die Märtyrerglocke stammt noch aus der zerstörten Servatiuskirche, deren Zerstörung sie unbeschädigt überstanden hat. 2009 wurde der Kirchturm saniert und mit Hilfe von Stahlbändern im Inneren erdbebensicher gemacht.

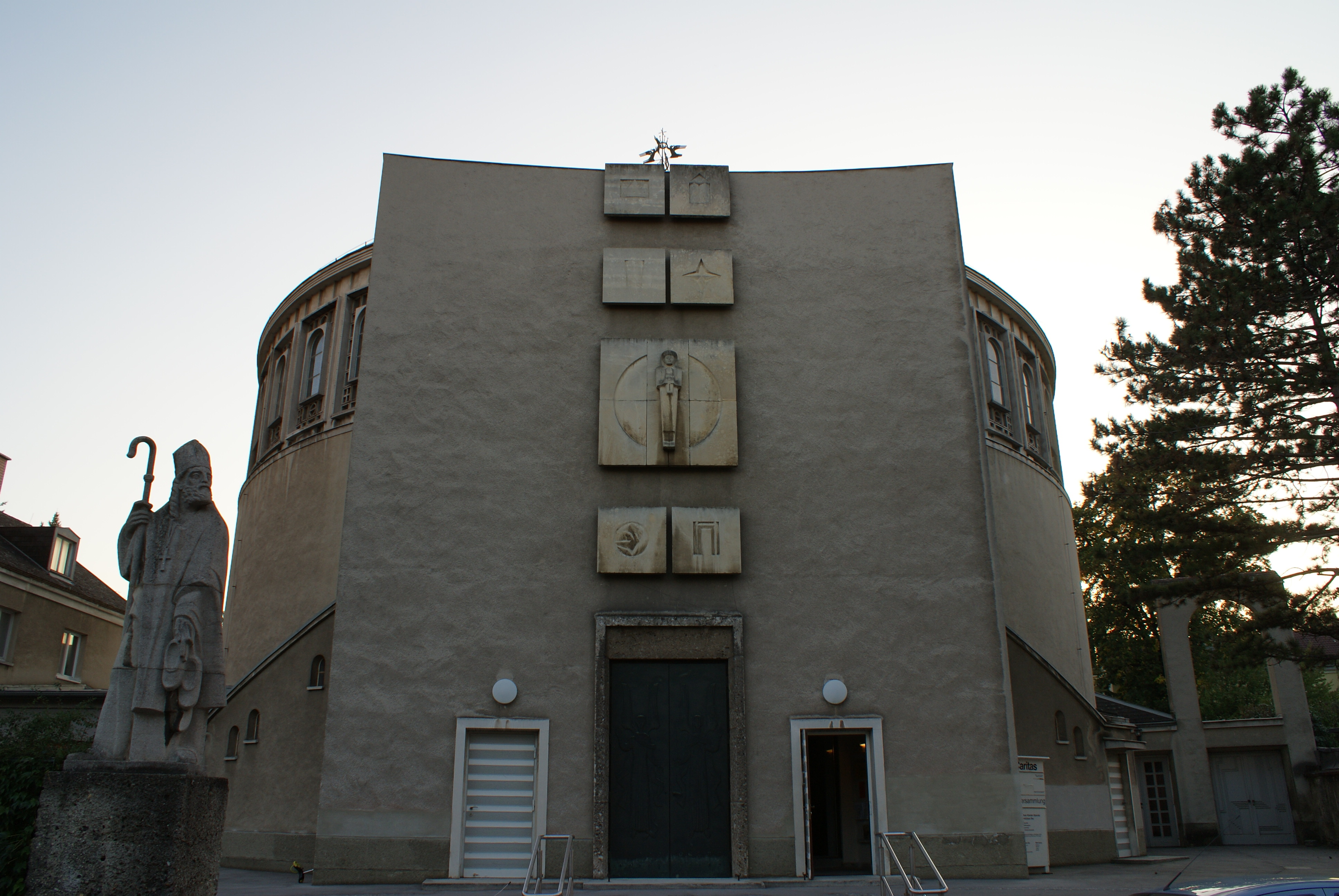
Portalwand von Josef Pillhofer. Symbole der Lauretanischen Litanei
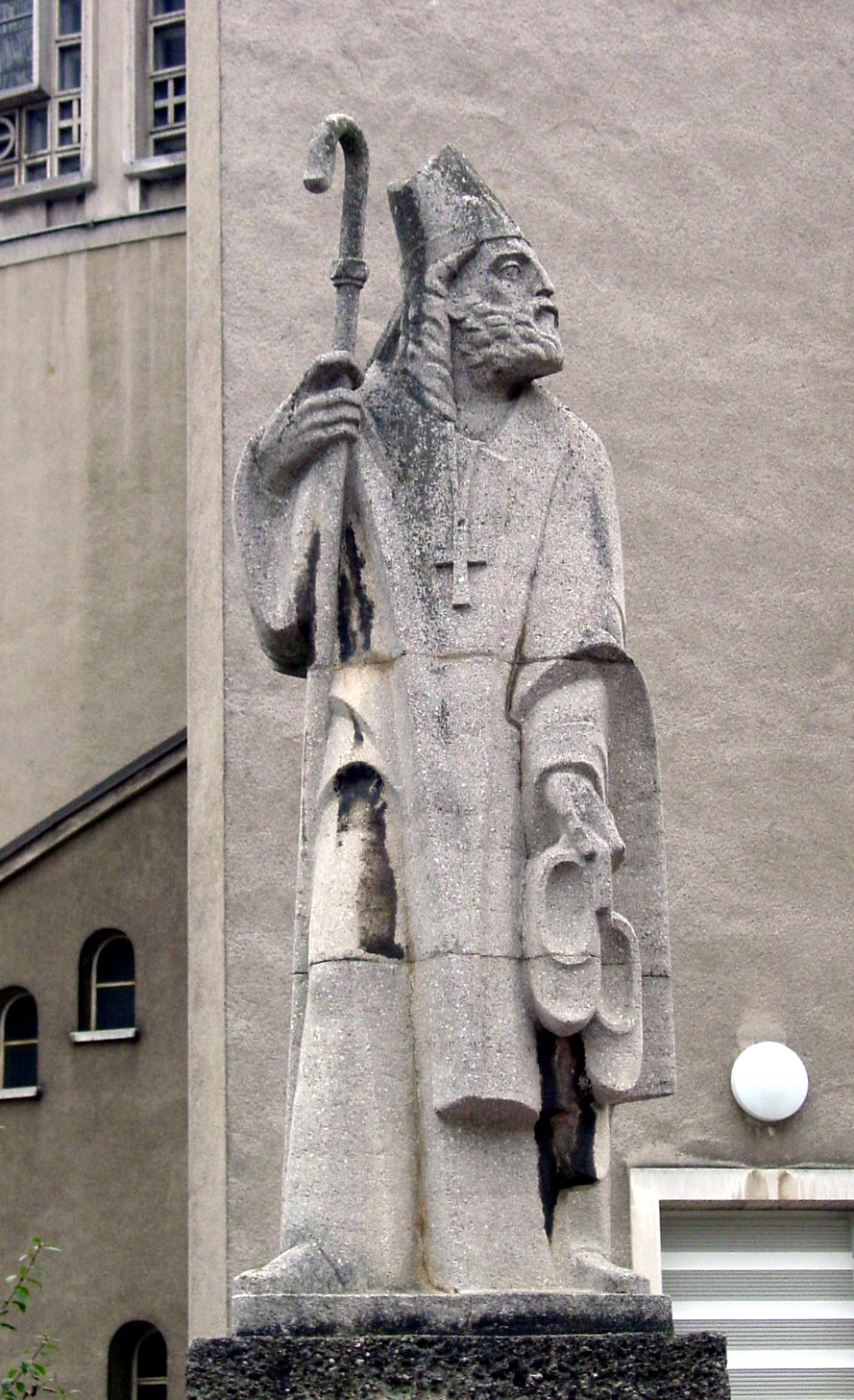
Statue des Heiligen Servatius von Adolf Treberer-Treberspurg
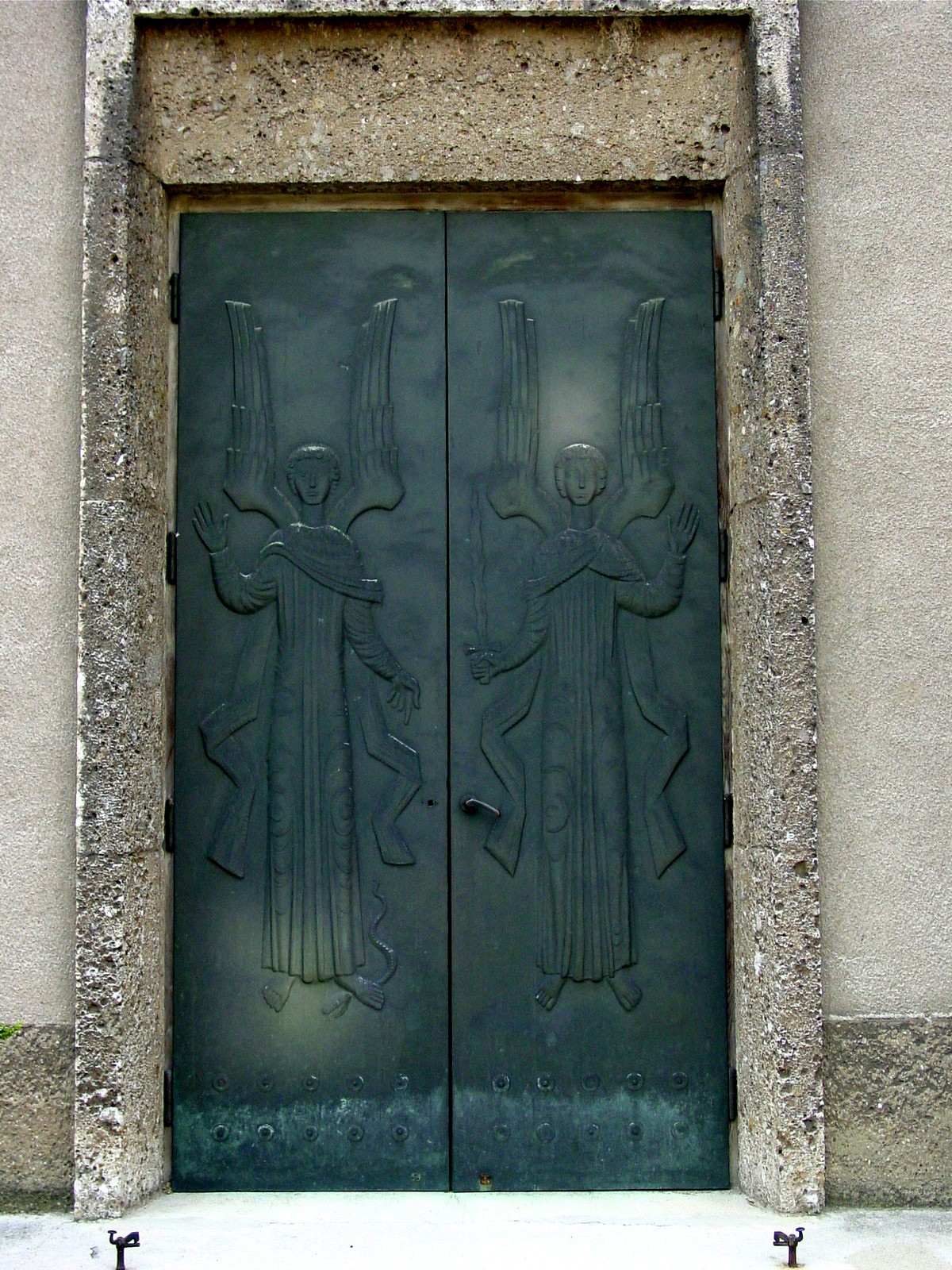
Haupttor von Paul Peschke
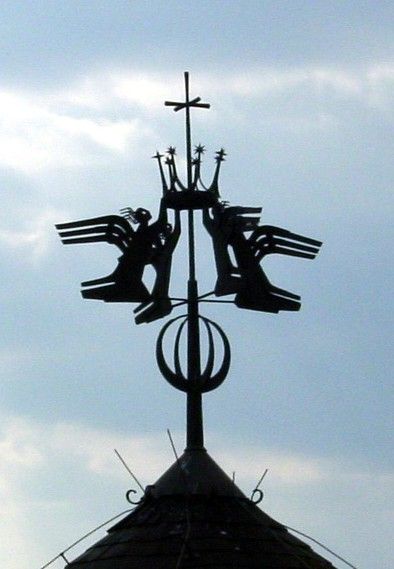
Giebelzeichen von Hans Knesl

## Das Innere

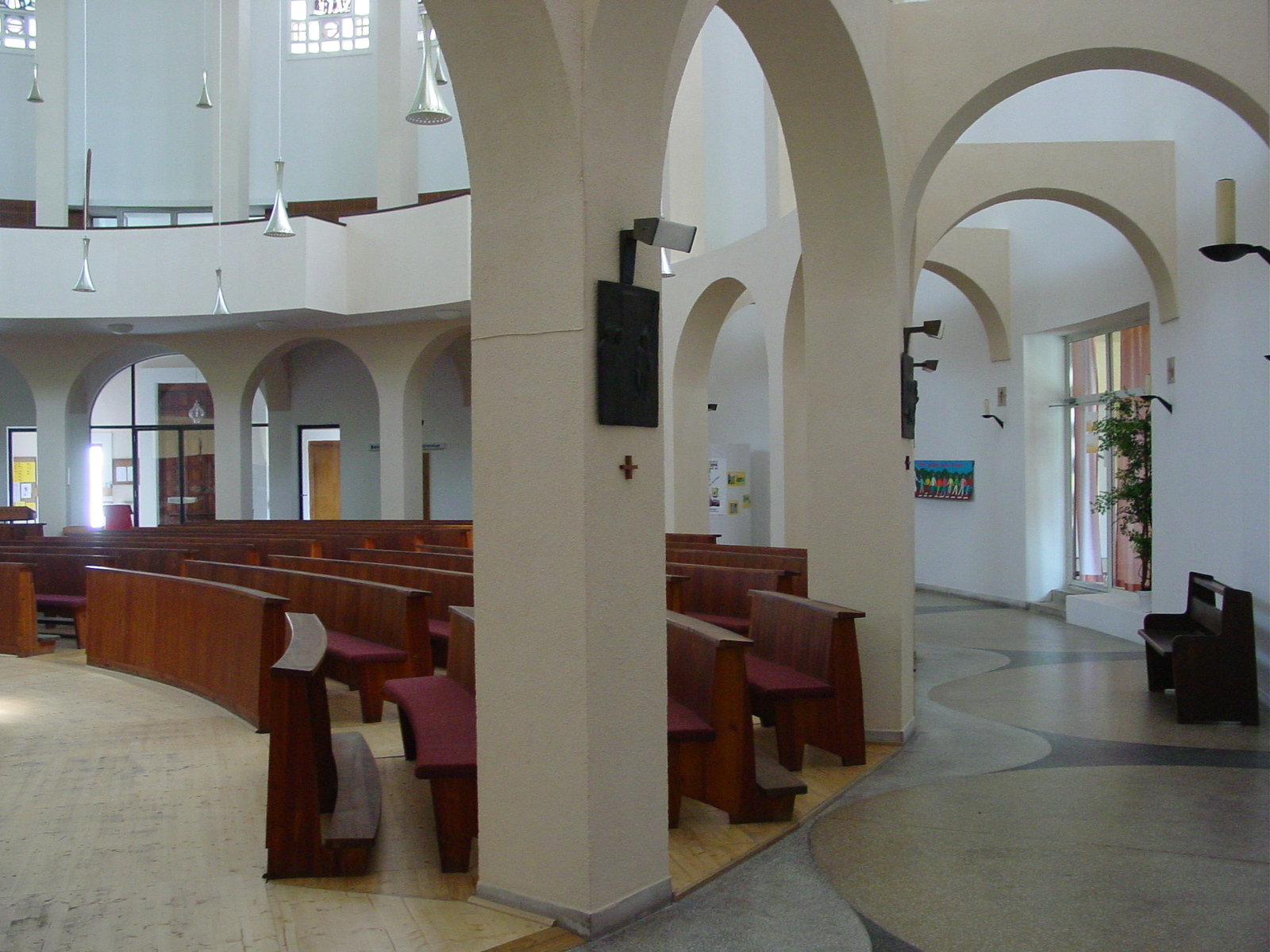
Rundgang mit Pfeiler

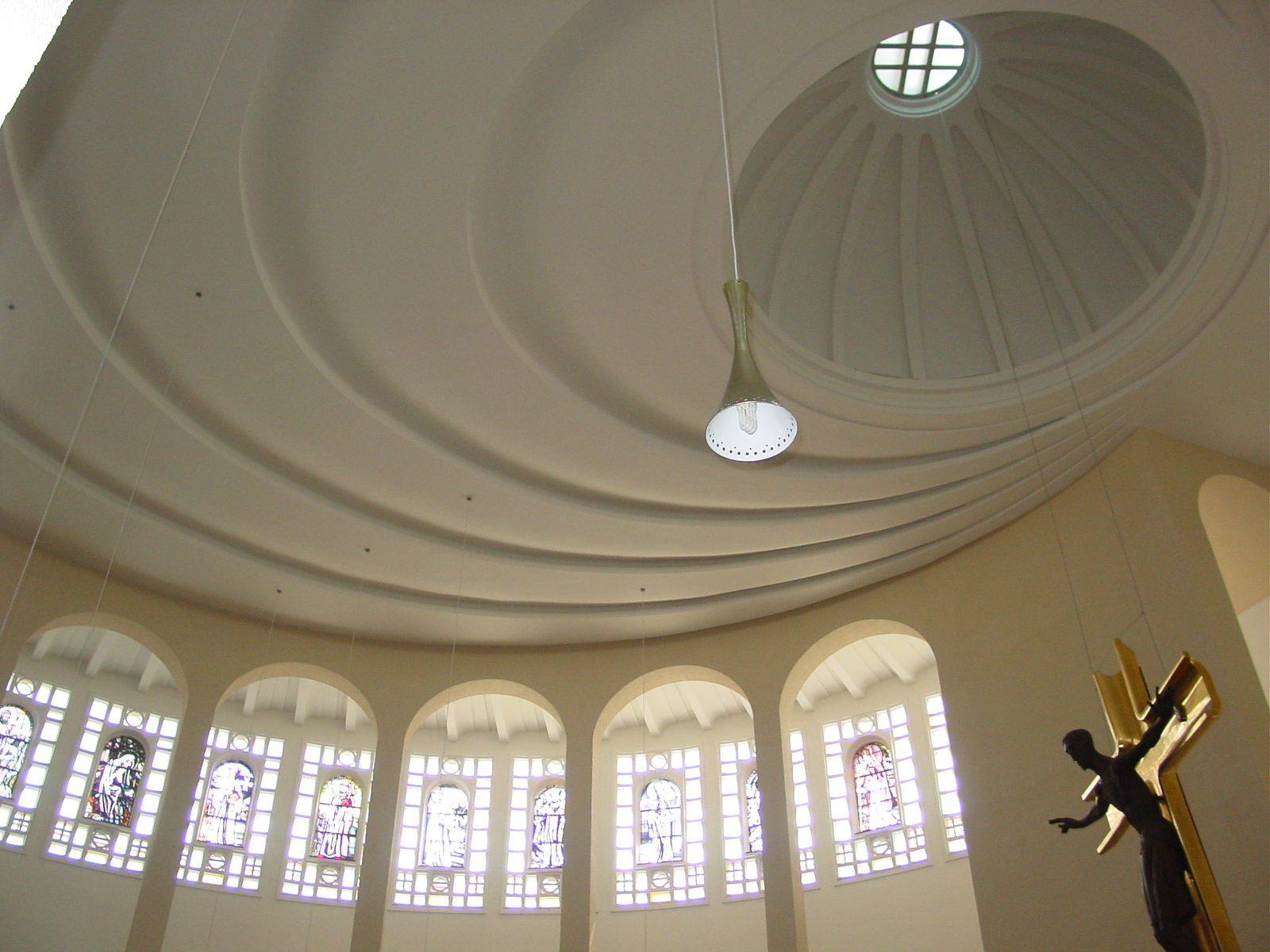
Decke der Kirche

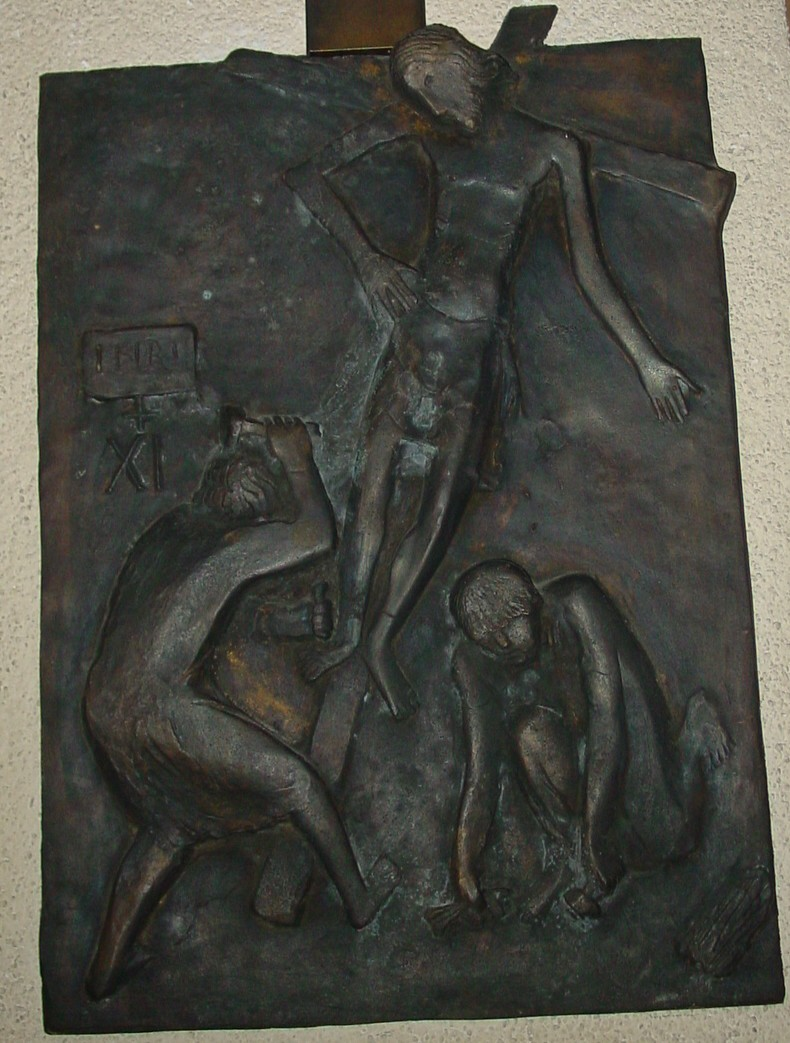
Kreuzwegbild von Toni Schneider-Manzell. Station XI „Jesus wird ans Kreuz genagelt“

Der Gottesdienstraum der Kirche ist leicht oval und hat eine Größe von ungefähr 24,5 × 26,5 Metern. Aus jeder Sichtachse öffnet sich ein freier Blick zum Altar. Die Kirche hat eine gebrochene Hauptachse, wodurch der Bauplatz besser genutzt werden konnte. Bei gerader Hauptachse hätte die angebaute Unterkirche den zur Verfügung stehenden Baugrund in unbrauchbare kleine Randteile zerlegt.
Ein Kranz von Pfeilern und Bögen in zwei Etagen umgibt im Abstand von 2,30 Metern von der Außenwand den Raum. Die Pfeiler sind durch Bögen mit der Außenmauer verbunden, wodurch sich oft überraschende Blickwinkel ergeben. Der zwischen Außenmauer und Pfeilerkranz entstandene Rundgang dient für Prozessionen in der Kirche oder für Stehplätze. Die grob verputzten Pfeiler und Bögen sind chamois gefärbt und heben sich dadurch von der weißen Außenwand ab. Für die farbliche Gestaltung der Kirche war der Liesinger Zimmermaler Karl Eder verantwortlich. Anlässlich der 50-Jahr-Feier im Jahr 2005 wurde der Innenraum nach Vorgaben des Bundesdenkmalamtes renoviert.
Die Westempore über der Unterkirche ist für den Spieltisch der Orgel und für Sänger und Musiker bestimmt. Eine von Franz Deéd gestaltete Rosette an der Außenwand bringt viel Tageslicht in die Kirche. Die etwas kleinere Ostempore über dem Eingang ist als zusätzlicher Raum für Gläubige gedacht.
Die Decke der Kirche symbolisiert einen ins Wasser geworfenen Stein, der seine Kreise zieht. Vom Altar soll das Geheimnis des Erlösungsopfers Christi beim Gottesdienst auf die Gläubigen ausgestrahlt werden. Über dem Altar befindet sich eine Innenkuppel, durch deren Dachhaube das Licht auf den Altartisch fällt. An der Außenwand sind die Salbstellen der Kirche, die zwölf Apostelkreuze, angebracht. Es sind quadratische Marmorsteine, die jeweils mit einem Kreuz in Gold und dem Zeichen eines Apostels in Rot versehen sind. Die Attribute weisen auch auf die Berufe der Apostel und ihre Todesart hin.
Der Kreuzweg befindet sich im Rundgang und besteht aus 14 Bronzeplatten (36 × 50 cm) die von Toni Schneider-Manzell gestaltet wurden.

### Altarraum
Beim Bau der Kirche wurde zunächst ein Doppelaltar aus Salzburger Konglomeratstein gestaltet. Der vordere Teil war in der damals üblichen Form ausgeführt worden, wobei der Priester zum Altarkreuz zelebrierte. Der hintere noch um drei Stufen höhere Teil war bereits für Zelebration zu den Kirchenbänken konzipiert, durfte aber nicht geweiht werden. Er hatte eine Ausnehmung, in die der Tabernakel eingelassen war. Im Altar befinden sich die Reliquien von Klemens Maria Hofbauer, Jean-Marie Vianney, Christina von Bolsena und Maria Goretti.
Am 9. September 1962 (kurz vor dem II. Vatikanischen Konzil) wurde der höhere Teil des Altars von Weihbischof Jakob Weinbacher geweiht, war aber vorerst nur für höhere Feste bestimmt.
Die letzte bedeutende Umgestaltung erfolgte 1980, als an die Stelle des Doppelaltares ein Volksaltar trat. Dafür wurden zwei Stufen des hinteren Altarraumes abgetragen und der Tabernakel vom Altar vor einem ehemaligen Stiegenaufgang separiert. Für seinen Sockel wurden Teile der abgetragenen Kommunionbank verwendet. Dieser Altar wurde am 17. Februar 1980 von Weihbischof Helmut Krätzl konsekriert.
Der Tabernakel (45 × 56 cm) ist als Panzerschrank gestaltet und stammt von der Firma Schnitzler. Die Außenform wurde vom Wiener Goldschmied Karl Peschta mit Rosenquarzen und Amazoniten ausgeführt. Die Korallenstickereien an der Innenseite der Türen stellen anbetende Engel dar. Es ist eine Arbeit der Schwestern Hedwig und Luise Krizek aus Wien.
Über dem Altar hängt an zwei Stahlseilen das von Alexander Silveri geschnitzte Kreuz, das wohl auffallendste Kunstwerk der Kirche. Die Befestigung wurde von der in Liesing ansässigen Schlosserei Waldegg ausgeführt. Die Aufhängung ist für die mehrfache Last ausgelegt und wird periodisch von den Behörden auf Sicherheit überprüft. Das Kreuz stellt den jugendlich strahlenden Christus dar, dessen Hände nicht wie üblich an das Kreuz genagelt sind, sondern segnend die Menschen umfassen möchte. Die vergoldeten Balken (Gold = Ewigkeit) umstrahlen den in dunklen Farben gehaltenen Körper. Die Füße ruhen auf der Weltkugel, auf der neben einem tiefen Riss Gräber und eine Schlange eingeschnitten sind. Damit wird dem Betrachter Christus als Sieger über Elend, Tod, Teufel und Sünde vorgestellt.
Die Rückseite des Kreuzes wurde von Franz Deéd als Gemmenkreuz (Edelsteinkreuz) gestaltet, das strahlenden Sieg und leuchtende Freude symbolisiert. Die Halbedelsteine sind nicht regelmäßig angeordnet, sondern in kleinen Gruppen zusammengefasst. Zentrum ist das griechische Chi-Rho, das Zeichen für Christus.
Ursprünglich umgab den Altarraum eine halbkreisförmige Kommunionbank aus Kunststein, die vor dem Altar eine breite Öffnung hatte. Diese Bank wurde 1980 abgetragen. Links und rechts stehen die beiden Amben aus dem gleichen Stein wie der Altar. Die Flachreliefs schuf Toni Schneider-Manzell, sie stellen auf der Evangelienseite die biblischen Autoren Lukas (Stier), Matthäus (Mensch), Johannes (Adler) und Markus (Löwe) dar; auf der Epistelseite die vier großen Propheten Daniel (Löwengrube), Ezechiel (Tor), Jesaja (Säge) und Jeremia (Getreidegarbe).
Für die beiden freien Wände links und rechts vom Kreuz waren Mosaikbilder geplant, die Rudolf Szyszkowitz zu den Themen Maria Verkündigung und Maria Himmelfahrt entwarf. Sie wurden jedoch aus Geldmangel nie ausgeführt.

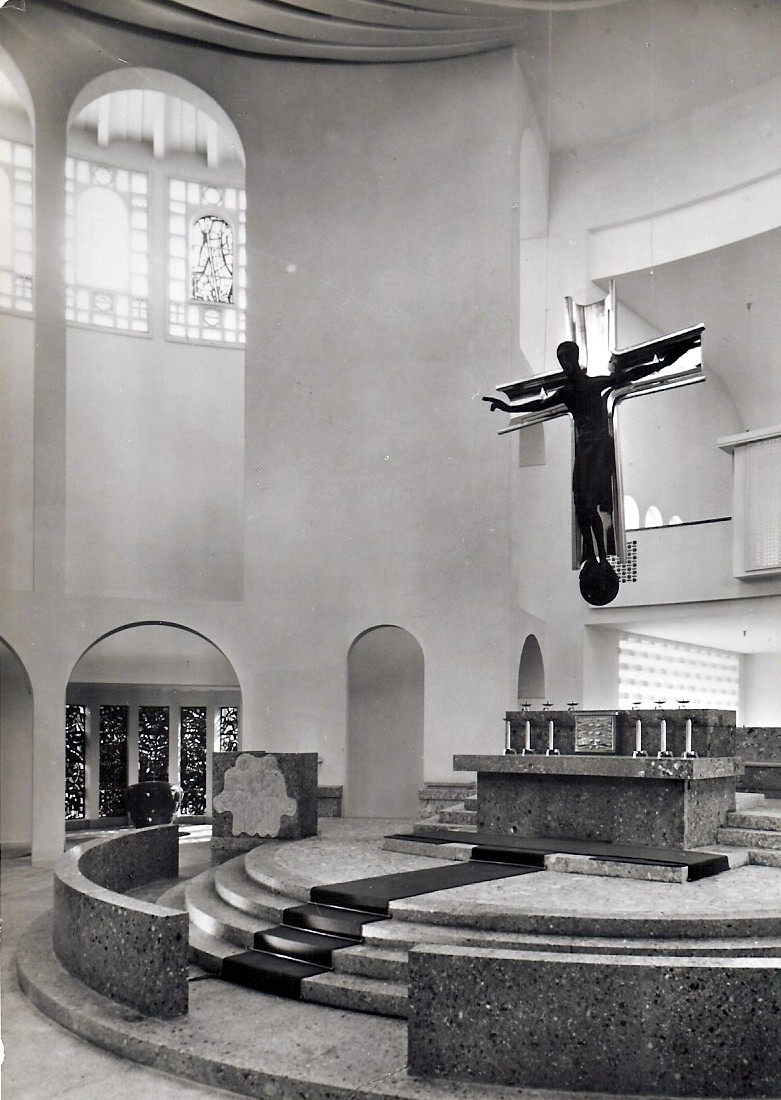
Ehemaliger Doppelaltar in einer Aufnahme um 1956 mit Blick in die Taufkapelle (links) und in die Unterkirche (hinter dem Altar)
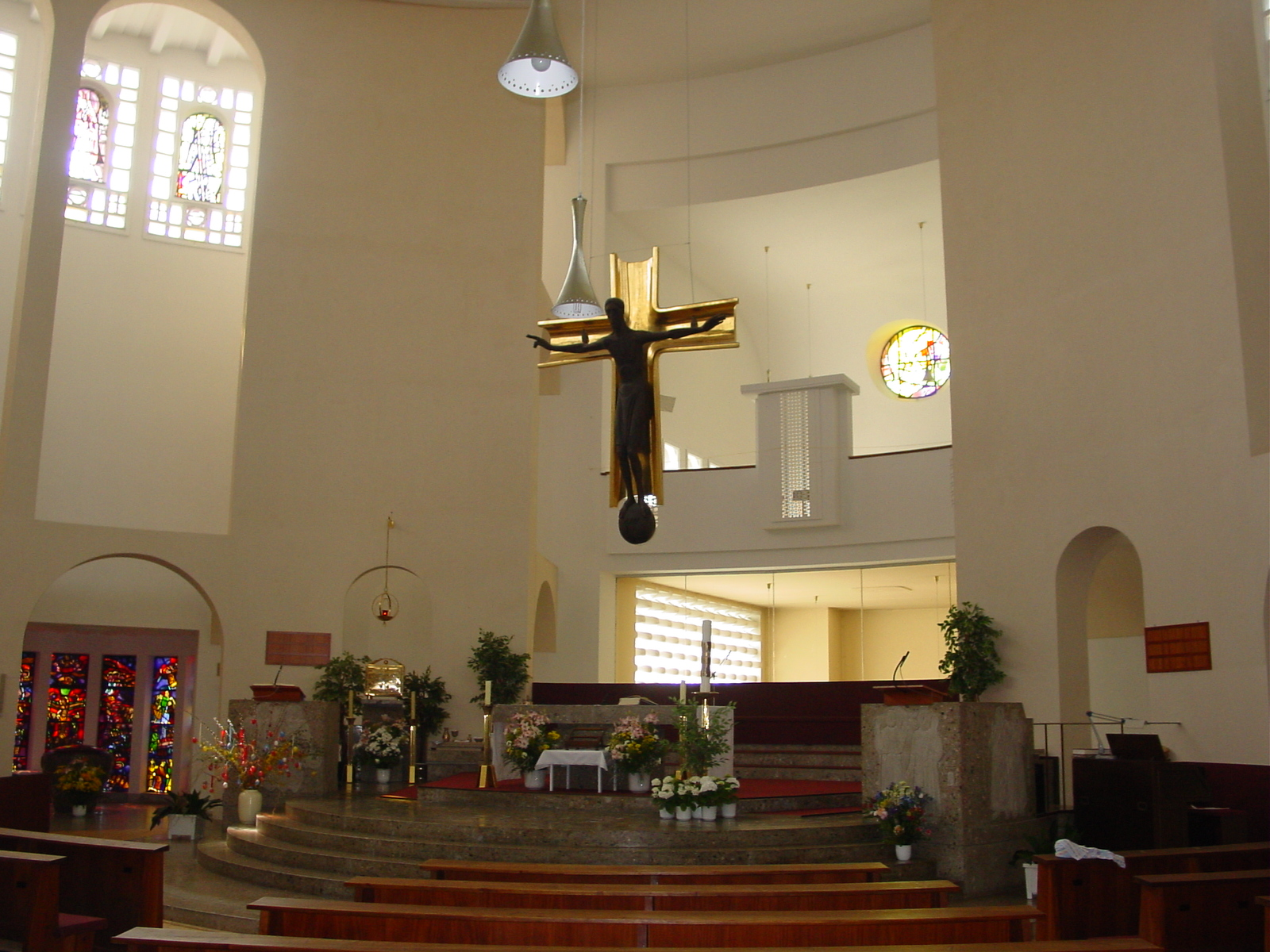
Altarraum nach der Umgestaltung von 1980
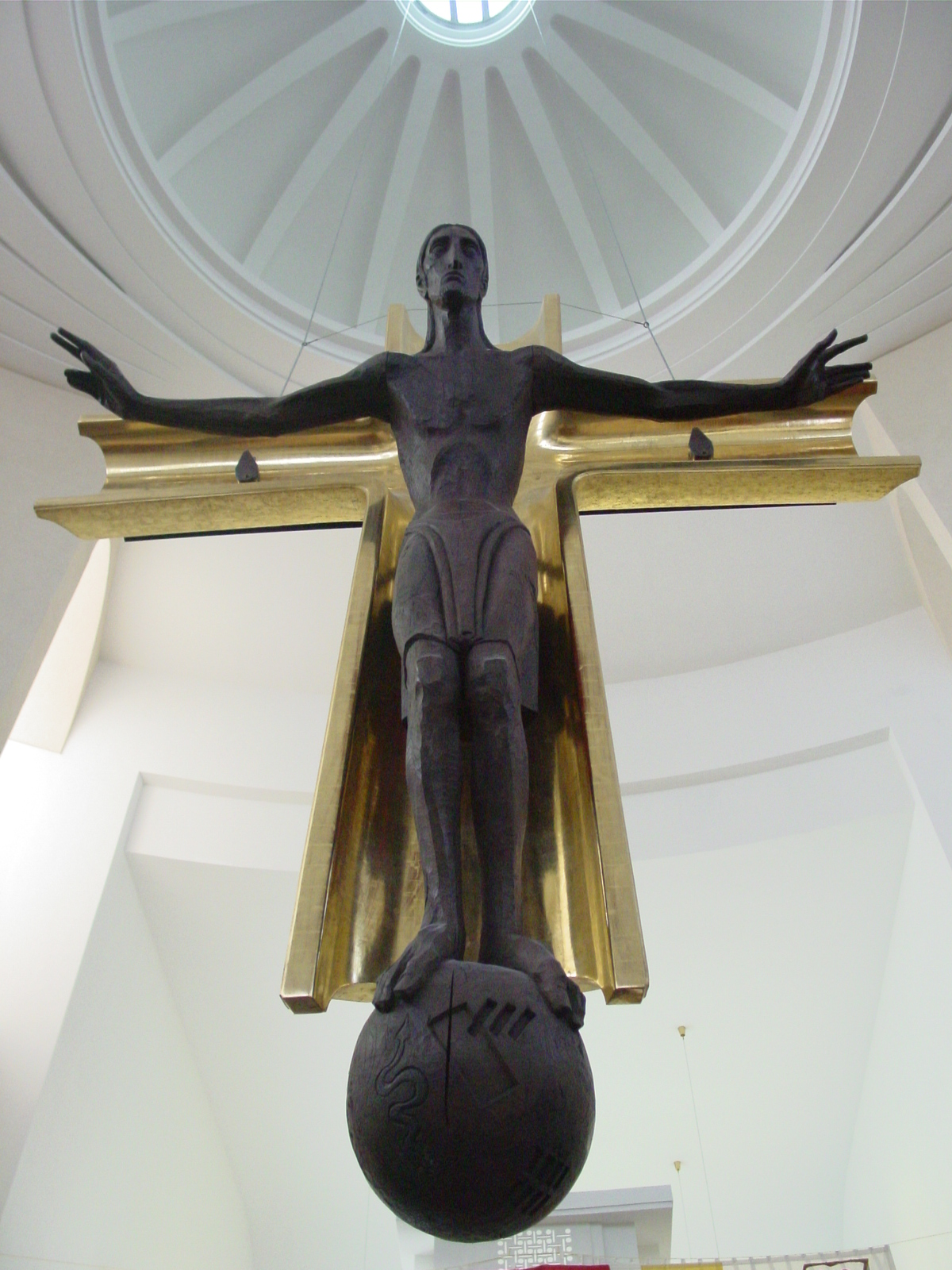
Kreuz von Alexander Silveri
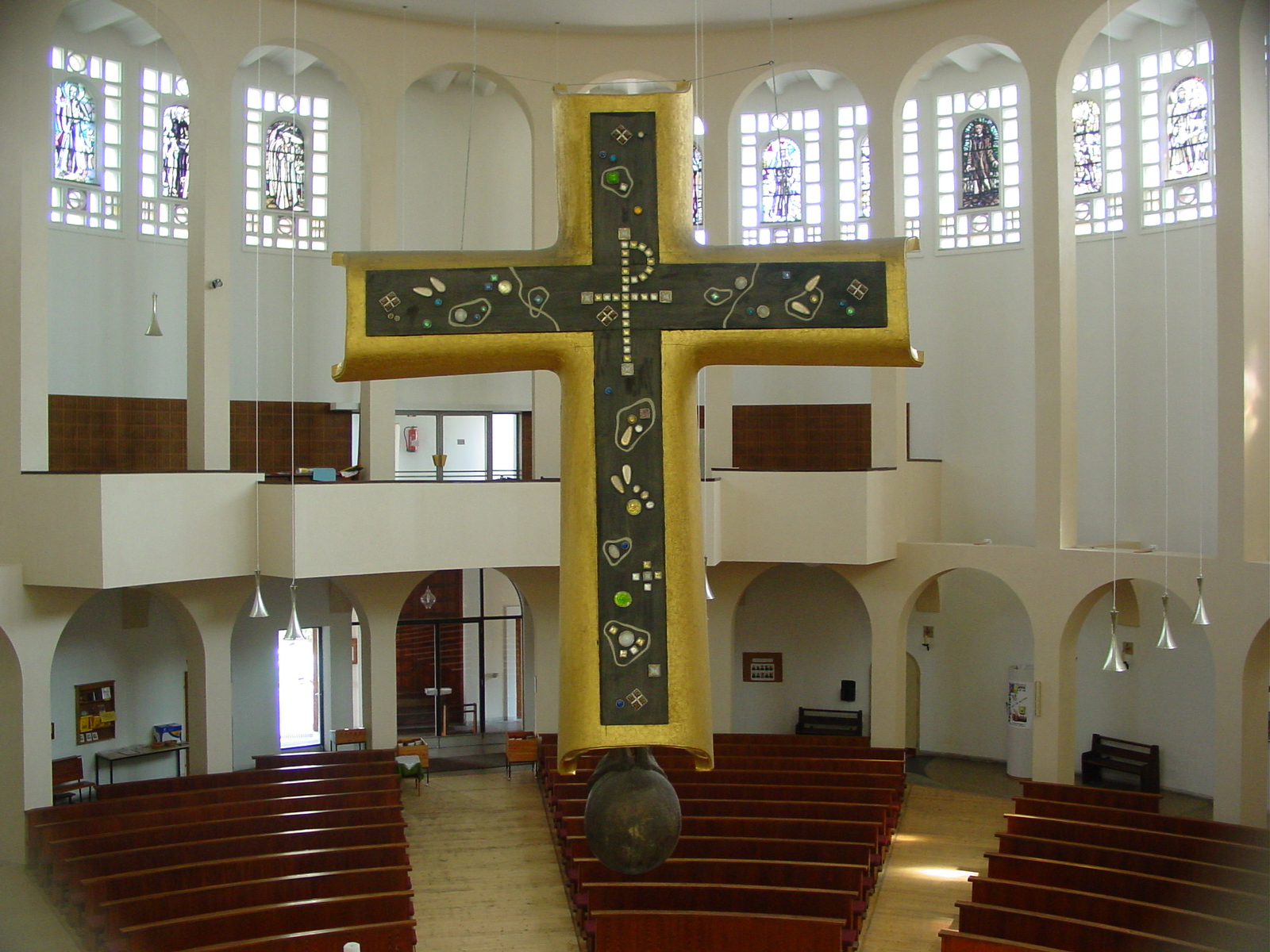
Gemmenkreuz von Franz Deéd

### Pietà

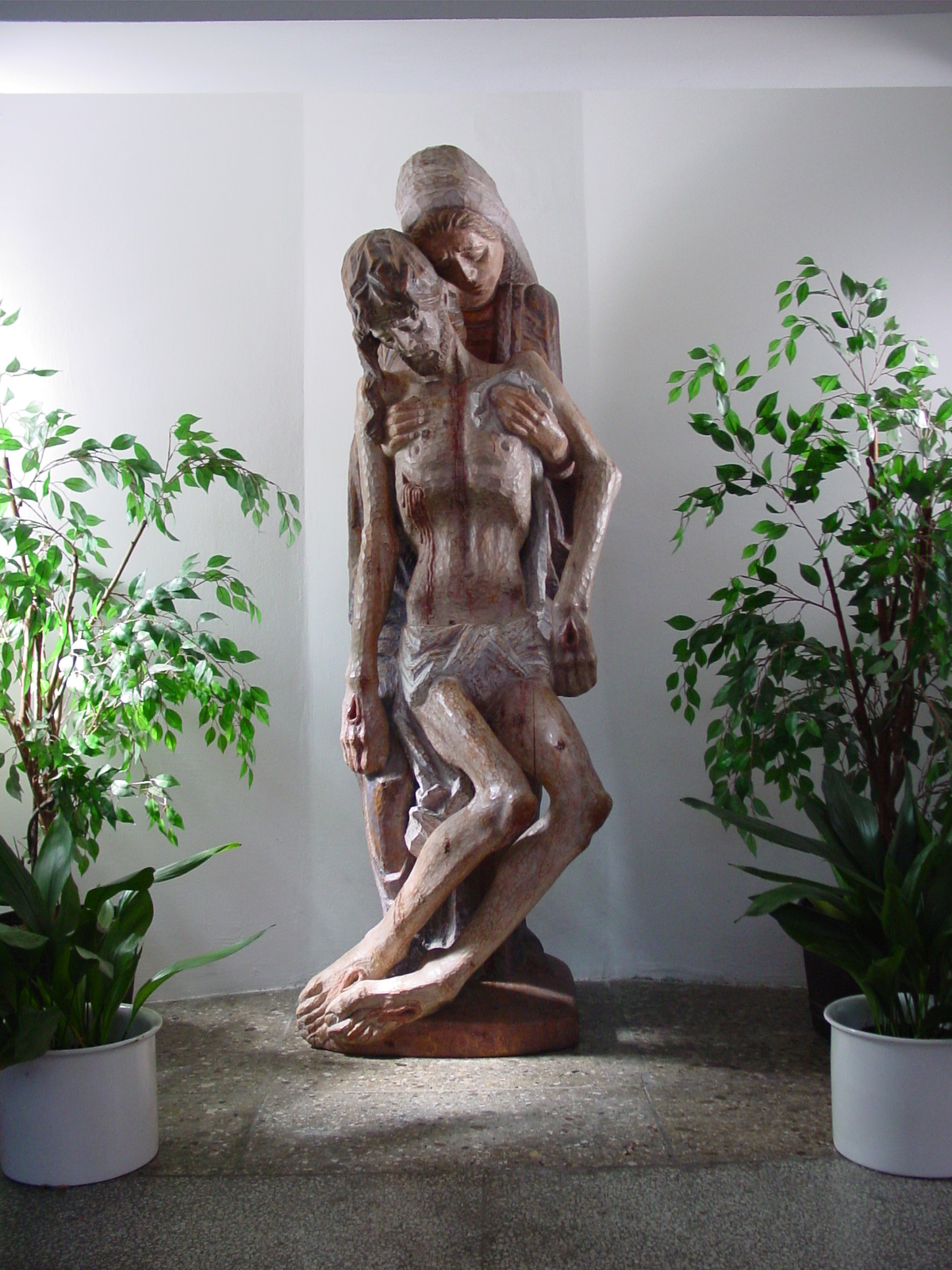
Pietà

In einer Nische beim Aufgang zur Sängerempore befindet sich die Pietà, das Werk des Osttiroler Bildhauers Josef Troyer aus Prägraten, in einer etwas ungewöhnlichen Darstellung aus Zirbenholz. Maria steht und stützt den Leichnam Jesu.

### Kirchenfenster
Oben durchbricht ein Kranz aus 32 Kunstfenstern die Außenmauern, dessen Thema Heilige und heiligmäßige Menschen aus Österreich lautet. Die Fenster sind von einem reich gegliederten Maßwerk aus Kunststein umgeben. Das Fenster der Ehrentrudis wurde von Franz Deéd, die anderen wurden von Martin Häusle aus Feldkirch gestaltet. Die helle Fensterbemalung lässt viel Tageslicht in die Kirche scheinen.
Die 18 nach Norden orientierten Fensterbilder stellen dar:
Florian, Severin, Ehrentrudis, Modestus, Gerold, Gebhard, Bruno von Kärnten, Adalbero, Thiemo, Otto von Freising, Wilbirg, Petrus Canisius, Klemens Maria Hofbauer, Pater W. Janauschek, Pater J. Freinademetz, Augustina Mahlendorf, Karl I. von Österreich, Maria Lichtenegger
Die 14 nach Süden orientierten Fensterbilder stellen dar:
Maximilian, Rupert, Vitalis, Virgilius, Wolfgang, Koloman, Hemma von Gurk, Altmann von Passau, Herzog Leopold III., Eberhard von Salzburg, Notburga, Stanislaus Kostka, Anton Maria Schwartz, Aloisia Gruber.

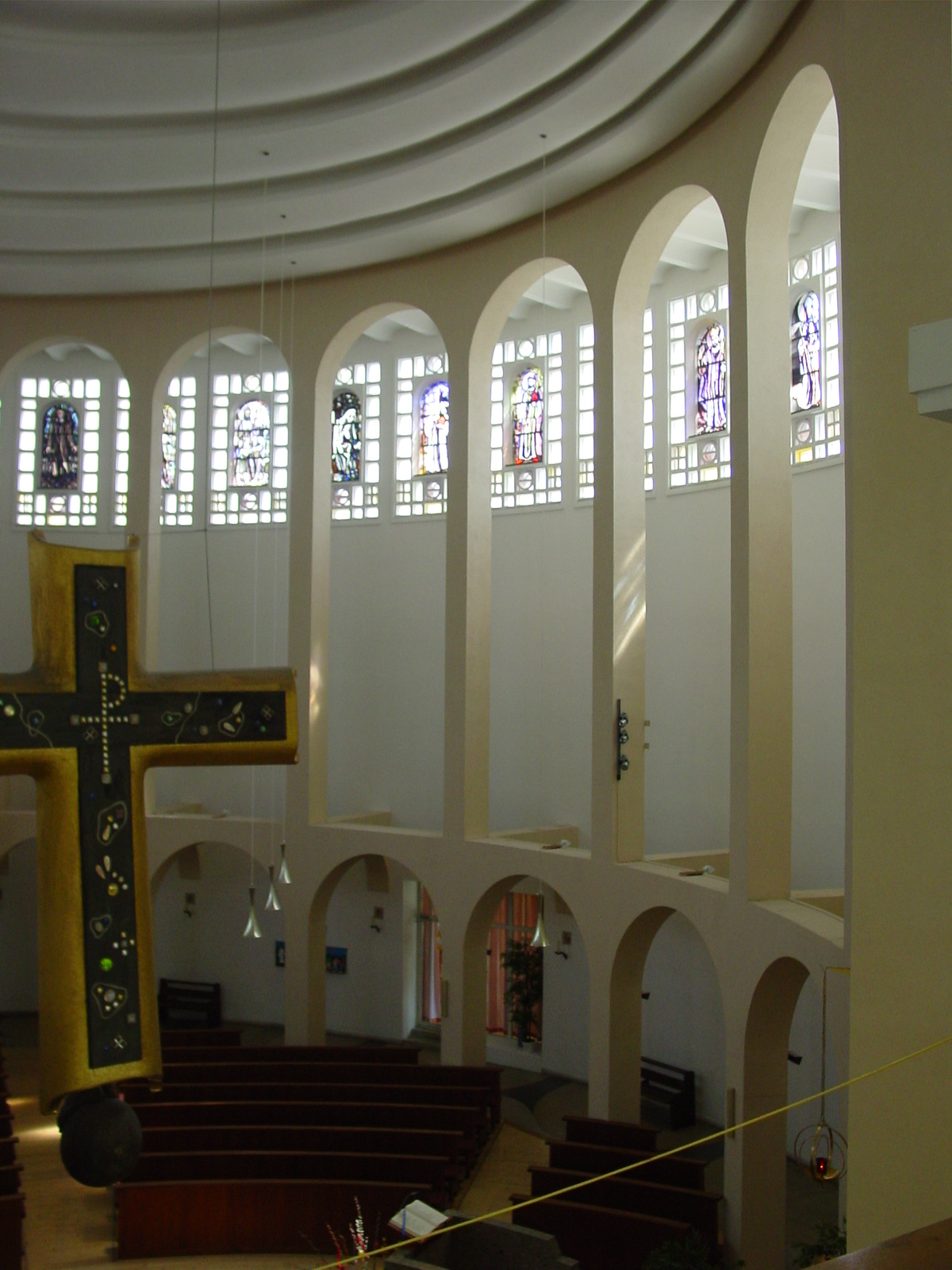
Die Kirchenfenster und das Gemmenkreuz
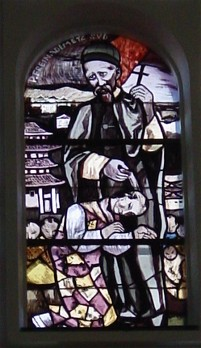
Josef Freinademetz
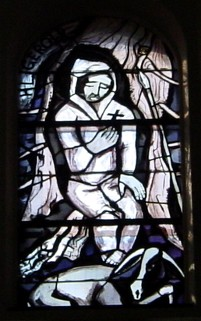
Heiliger Gerold
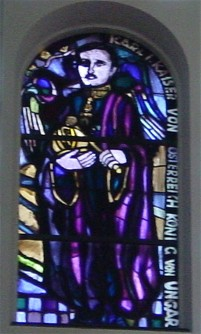
Seliger Kaiser Karl I.
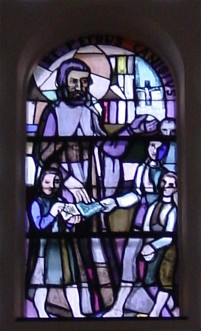
Heiliger Petrus Canisius

### Taufkapelle

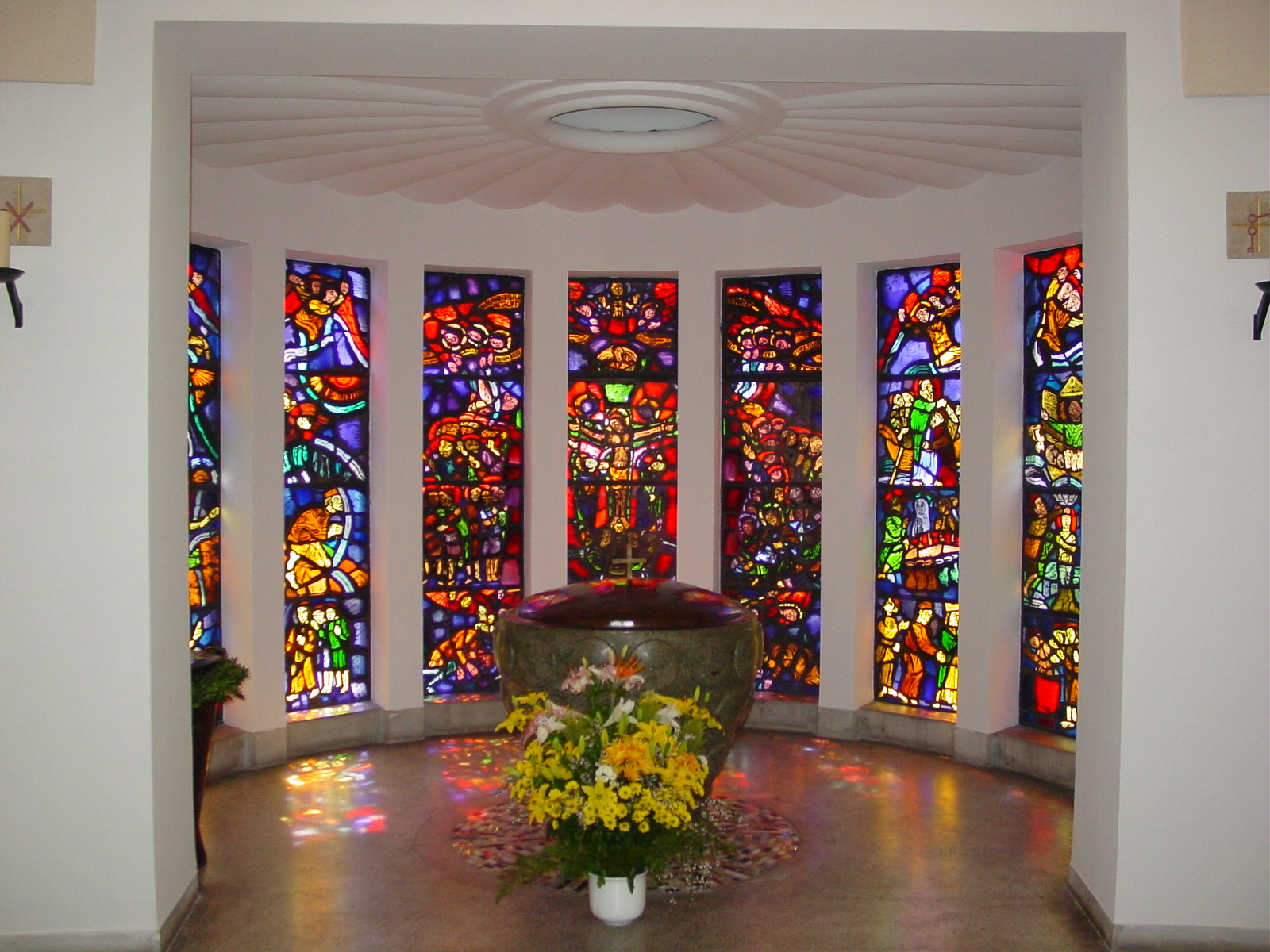
Taufkapelle, gestaltet von Margret Bilger

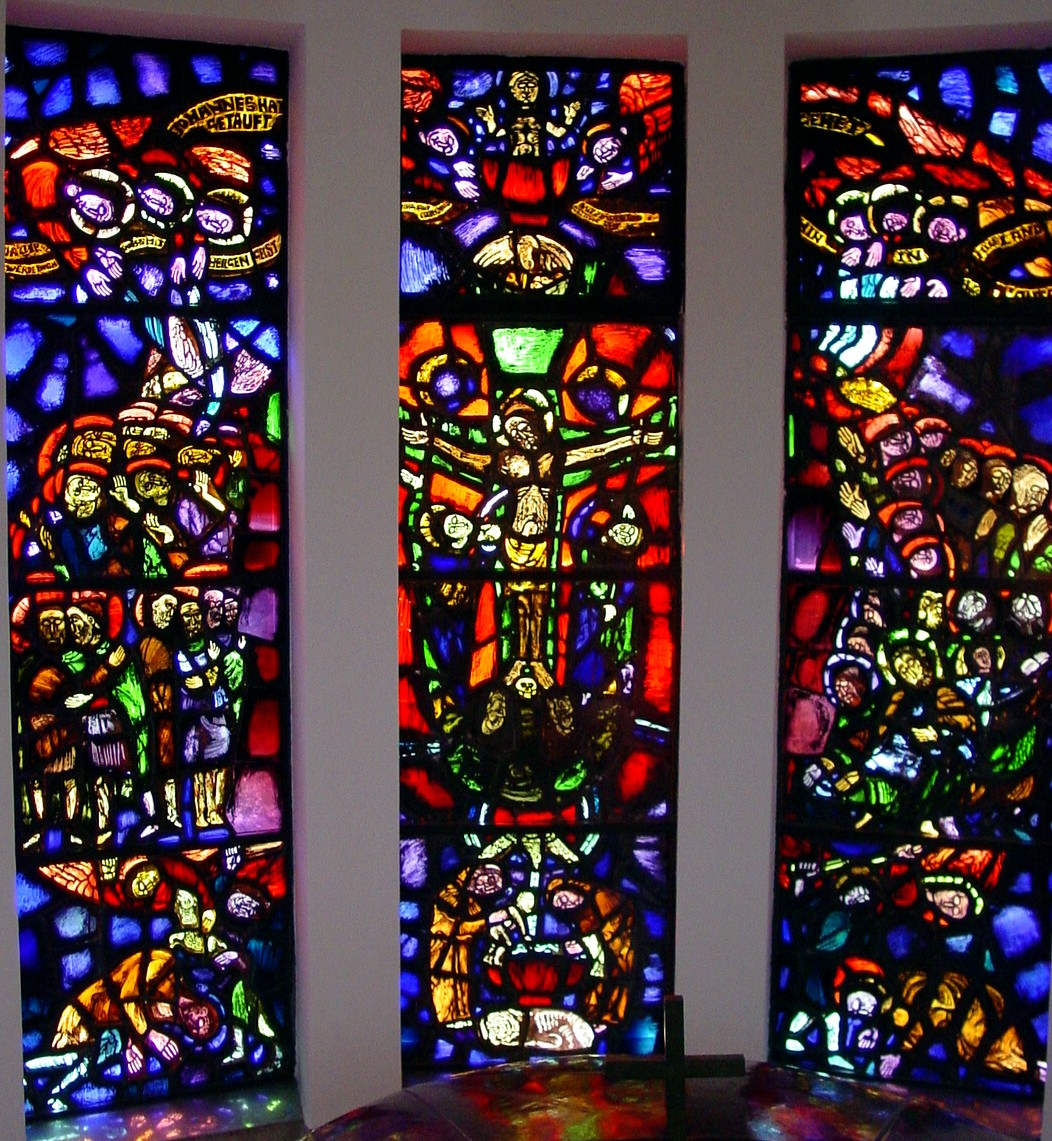
Ausgezeichneter Mittelstreifen

Die Taufkapelle mit ihren neun Fensterreihen ist fast genau nach Süden ausgerichtet, dadurch eignet sich das Sonnenlicht der Mittagszeit am besten zur Betrachtung.
Der Raum ist apsisähnlich geformt und nach oben mit einer rosettenartigen Gipsdecke abgeschlossen. In der Mitte steht das von der Passauerin Gertrud Herb aus graugrünem Kunststein in Gestalt einer Traube gestaltete Taufbecken. Die einzelnen Perlen symbolisieren die Christen, die zu Jesus gehören. Das Becken ist mit einem bombierten Deckel aus Kupfer abgedeckt, den die Firma Ocsenasek gefertigt hat.
Die Glasfenster wurden von Margret Bilger geschaffen. Für die drei Mittelstreifen, die eine Einheit bilden, erhielt die Künstlerin 1954 bei der Internationalen Ausstellung christlicher Kunst in Wien eine Goldene Medaille. Die Bilder auf den in Blei gefassten Glasflächen entstanden durch teilweises Abkratzen der zunächst aufgetragenen schwarzen Farbe. Sie stammen aus der Glasmalerei Schlierbach, sind im Zentrum in leuchtendem Rot gehalten und klingen gegen die Seitenstücke in tieferes Blau aus. Jeder der neun Streifen besteht aus vier Feldern. Das Thema des Taufsakramentes: „Die ihr auf Christus getauft seid, seid auf seinen Tod getauft“, wurde in den Fenstern entfaltet. Im Mittelstreifen ist der am Lebensbaum gekreuzigte Christus über der Schädelstätte mit Maria und Johannes abgebildet. Der Schädel stellt den Bezug zu Adam her, der der Legende nach auf Golgota begraben sein soll. Darüber sieht man den Erlöserknaben im Kelch, von Engeln getragen. Der abgebildete Vogel ist ein Pelikan, der sich die Brust aufreißt, um mit seinem Blut seine getöteten Jungen zum Leben zu erwecken. Er symbolisiert die Aufopferung Gottes für den Menschen. Unterhalb des Kreuzes wird eine Taufszene dargestellt.
Rechts und links von der Mitte ist das Pfingstwunder dargestellt, darüber befinden sich Engel mit dem Taufauftrag auf Schriftbändern und gießen Wasser aus – ein Symbol der Gnade Gottes. In den unteren Feldern ist die Enthauptung der Märtyrer dargestellt. In die Streifen II, III, VII und VIII stellte die Künstlerin die Gedanken: „Der in der Wüste, da du bitten warst, dir süßen Geschmack verlieh“, „der dich dem dürstenden Volk zur Labung aus dem Felsen lockte“, „der dich aus Paradiesquellen springen ließ“ und „der dir gebot, in vier Strömen“.

### Unterkirche
Hinter dem Hochaltar befindet sich die Unterkirche oder Wochentagskapelle. Sie ist durch eine Glaswand, die einige Jahre nach dem Bau eingebaut wurde, von der Oberkirche getrennt. Damit wurde ein Raum geschaffen, der es ermöglicht, im Winter Vorabend-, Früh-, Wochentagsgottesdienste mit geringem Besuch bei behaglichen Temperaturen zu feiern. An der dem Eingang gegenüberliegenden Wand ist das alte Marienbild angebracht, das aus der zerbombten Servatius-Kirche unversehrt gerettet werden konnte.
Die linke, durchbrochene Wand wurde von Bildhauer Erwin Hauer, einem Schüler von Hans Knesl, geschaffen.
Ursprünglich befand sich an der Rückwand der Unterkirche ein weißer Kunststeinaltar, auf dem ein Tabernakel stand. Nach dem II. Vatikanischen Konzil wurde der Altar von der Wand abgerückt und es wurden der Mittelsockel sowie der Tabernakel entfernt. An der Stirnseite wurde der Spruch „Verkündet den Tod des Herrn, bis er wiederkommt“ eingraviert. Das Marienbild erhielt einen vergoldeten Strahlenrahmen und eine indirekte Beleuchtung.
1992 wurde der Steinaltar ganz entfernt und durch einen einfachen Holzaltar ersetzt.

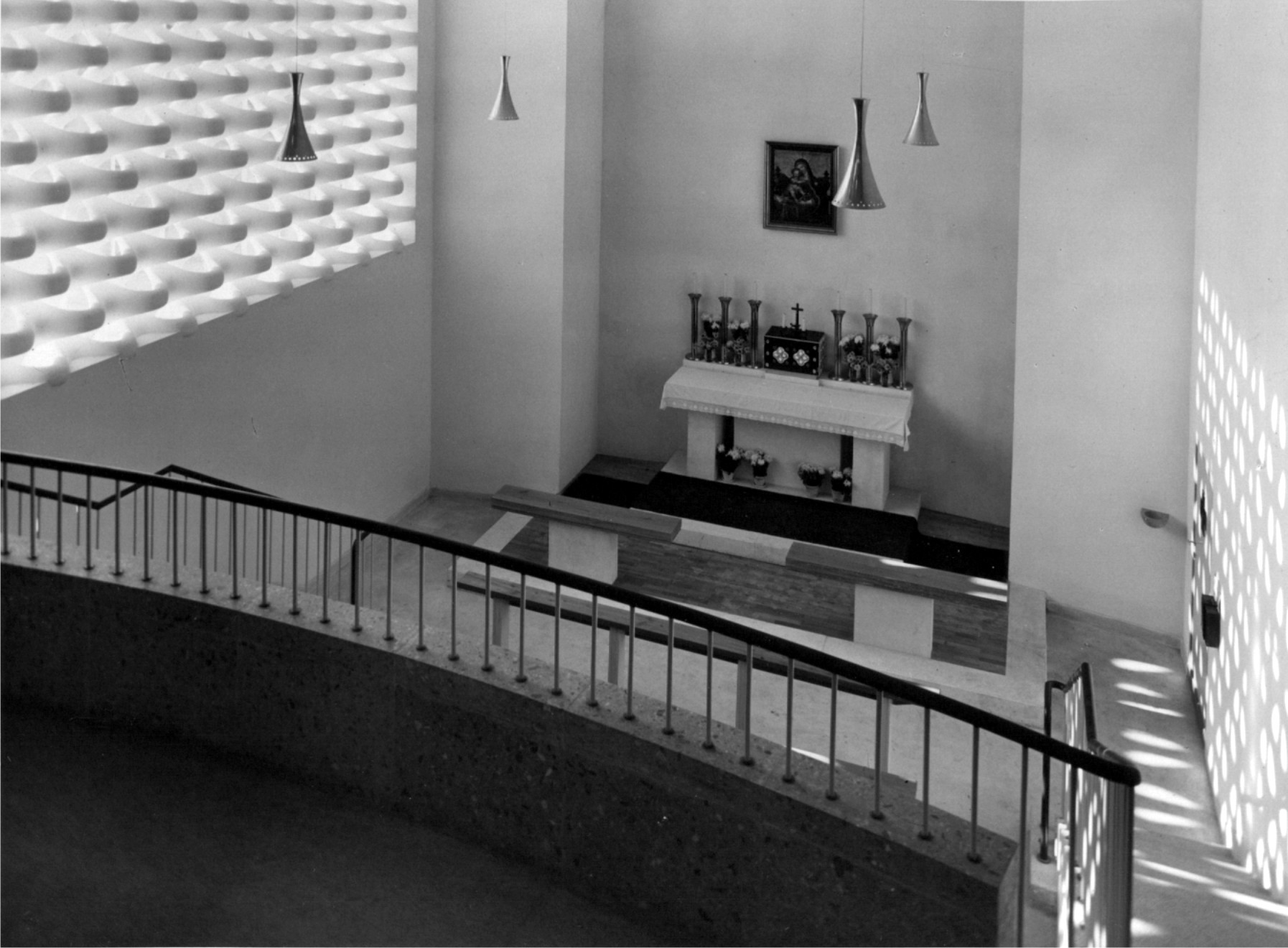
Die Unterkirche 1954
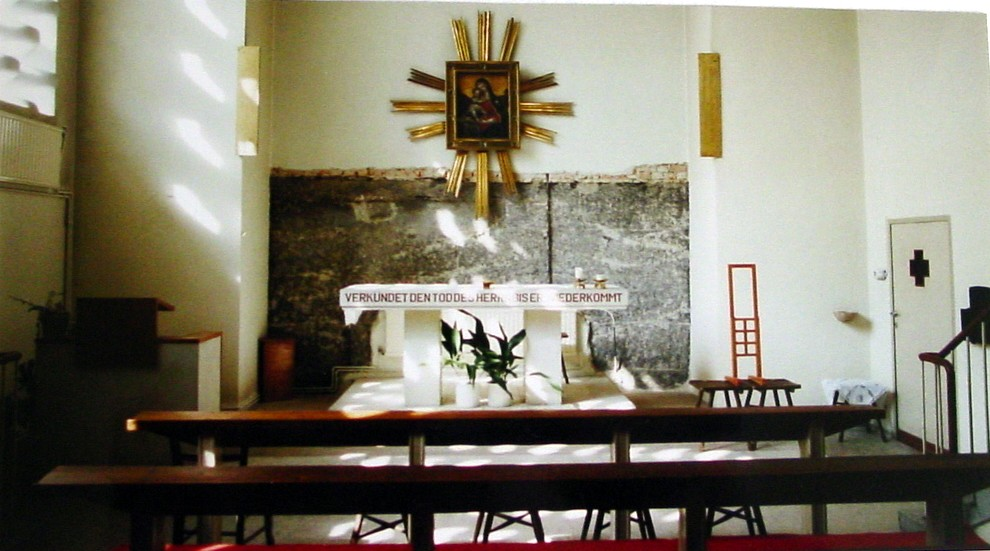
Die Unterkirche bis 1992 mit Steinaltar (Trockenlegungsarbeiten im Hintergrund)
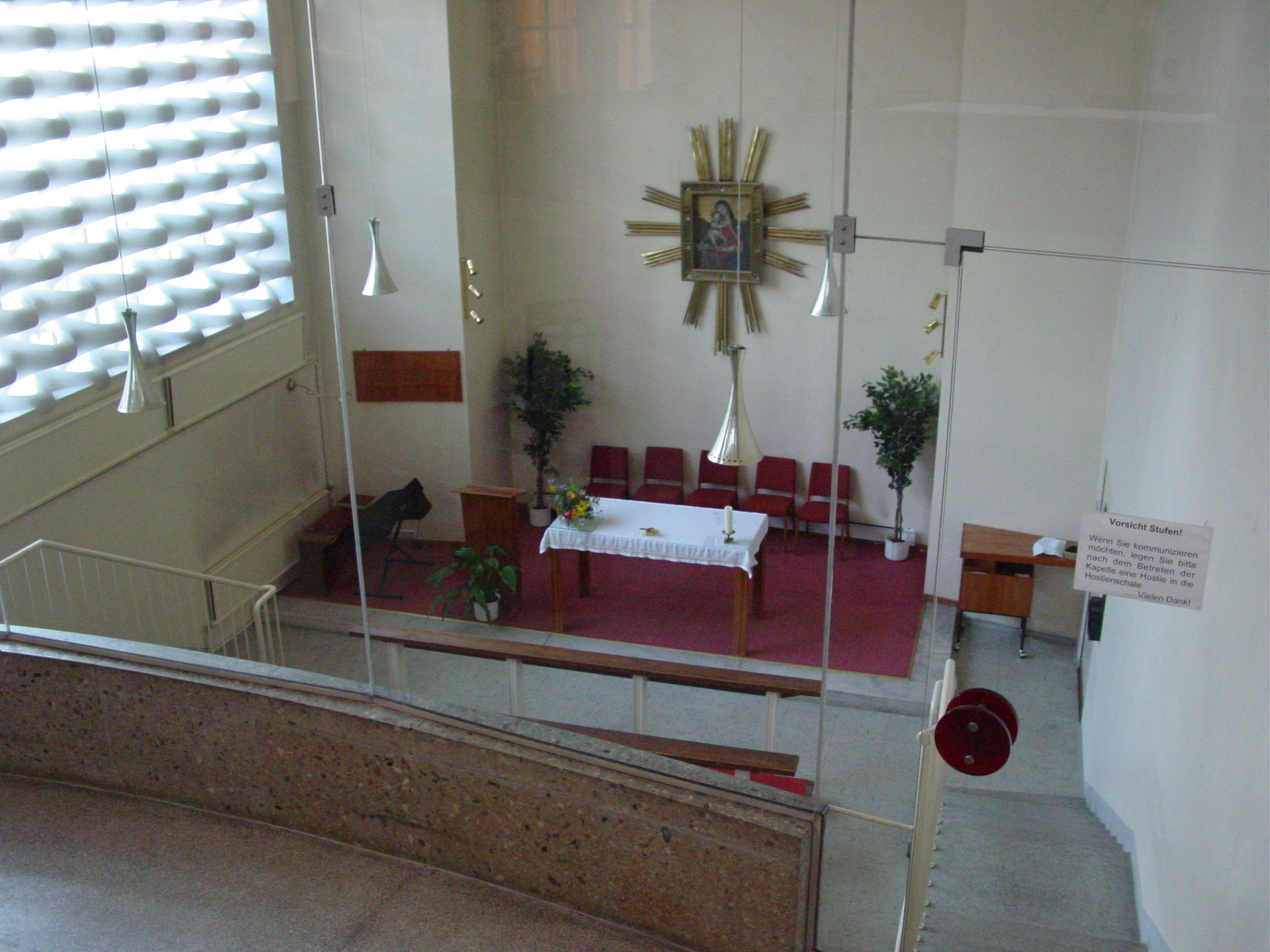
Die Unterkirche mit schlichtem Holzaltar
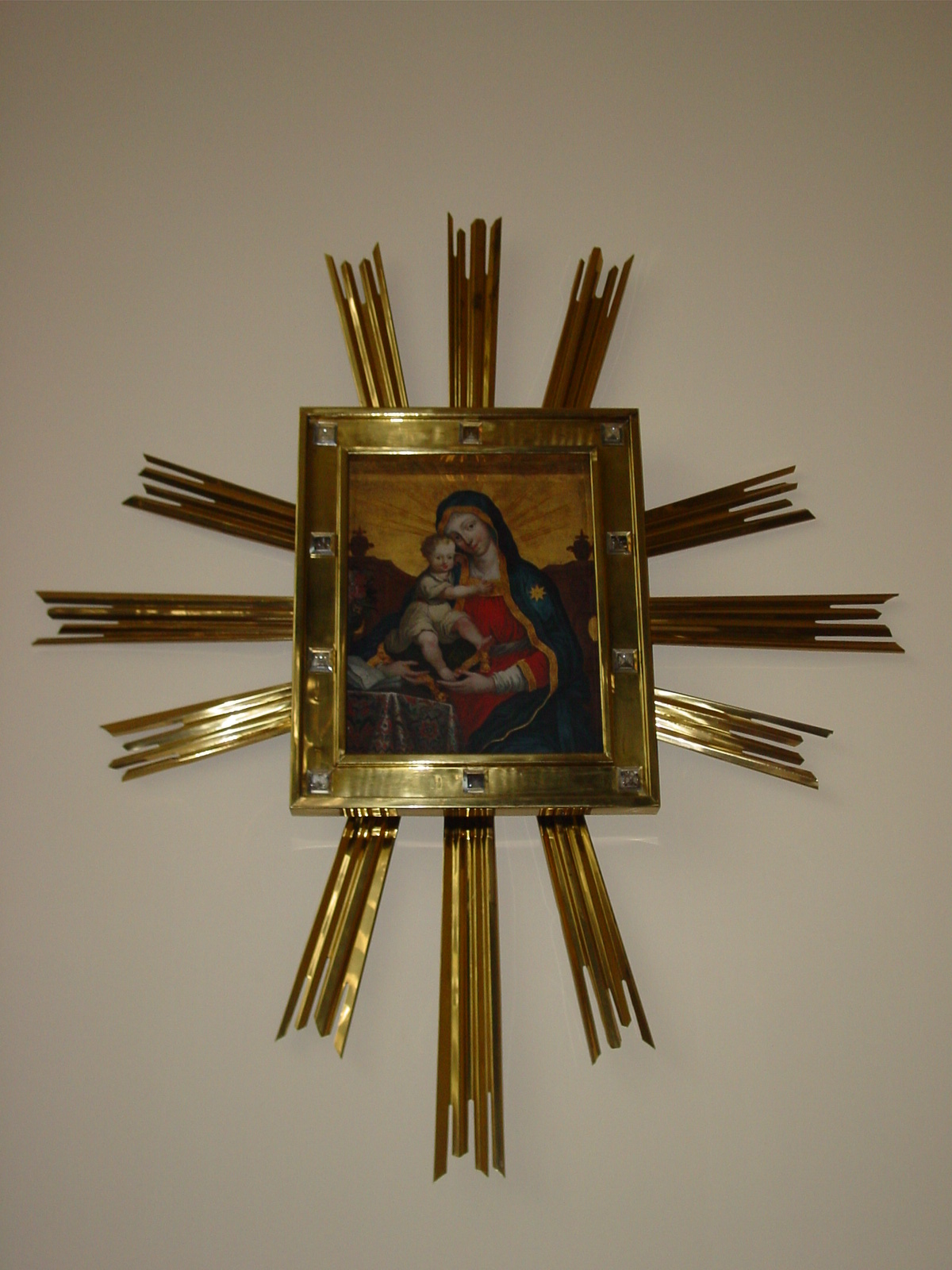
Marienbild aus der zerstörten Servatiuskirche

## Sonstiges
Die Kirchenweihe wurde 1955 von Franz Hubalek für die Bundesstaatliche Hauptstelle für Lichtbild und Bildungsfilm gefilmt. Der Film wird vom Erzbischöflichen Amt für Unterricht und Erziehung der Erzdiözese Wien zur Verwendung im katholischen Religionsunterricht empfohlen.
Die Kirche wurde ursprünglich Maria, Mittlerin aller Gnaden geweiht, wurde aber kurz darauf in Maria, Mutter der göttlichen Gnade umbenannt, da laut (1 Tim 2,5–6 ) nur Jesus Mittler aller Gnaden ist.